# Ceremonia de apertura de los Juegos Olímpicos de Sídney 2000
La ceremonia de apertura de los Juegos Olímpicos de Sídney 2000 tuvo lugar en la tarde del viernes 15 de septiembre de 2000, en el Stadium Australia de la ciudad de Sídney. Los juegos fueron inaugurados por el entonces gobernador general de Australia, Sir William Deane. Según lo dispuesto por la Carta Olímpica, los actos combinaron la formalidad ceremonial de este evento deportivo internacional (el cual considera los discursos de bienvenida, el izamiento de las banderas y el desfile de las delegaciones de los 199 comités olímpicos nacionales participantes), junto a un espectáculo artístico para mostrar la cultura e historia del país organizador. 
Este espectáculo tomó forma gracias al equipo creativo liderado por el experimentado director de ceremonias olímpicas Ric Birch, mientras que David Atkins se desempeñó como director/productor artístico. La visión artística de ambos destacó diversos aspectos de la historia y cultura australiana, mostrando su flora, fauna, tecnología, multiculturalismo y un esperanzador mensaje de reconciliación hacia sus pueblos aborígenes.
La ceremonia comenzó a las 19:00 (AEDT [Horario de Verano Oriental Australiano]), y tuvo una duración que superó las cuatro horas. Alrededor de 3.700 millones de telespectadores vieron la ceremonia por televisión. Esta fue descrita por el entonces presidente del Comité Olímpico Internacional (COI), Juan Antonio Samaranch como «la más hermosa ceremonia que el mundo haya visto».

## Preparativos
Dado que el lema de los Juegos era «Games of the New Millenium» (Juegos del Nuevo Milenio), hubo un importante replanteamiento en la forma que se presentaría a los juegos, especialmente en relación a sus ceremonias. En cuanto al protocolo de las mismas, con el pasar de las ediciones fueron produciéndose cambios de manera gradual, partiendo por los juegos de Roma 1960, donde se cantó por primera vez el Himno Olímpico de manera oficial, a esto se suma la liberación simbólica de palomas a partir de Lillehammer 1994. Los productores de la ceremonia optaron por tener el encendimiento del pebetero al final de la misma, en lugar de hacerlo en medio de la sección protocolar. Esta decisión ha sido la base de todas las ceremonias de apertura olímpicas posteriores al año 2000.
La sección artística, donde es mostrada la cultura del país anfitrión a través de una presentación separada, ha ganado mayor relevancia desde los juegos de Moscú 1980. La ceremonia de apertura de Moscú fue una de las que más impresionó en lo personal al director Ric Birch, dado que esta fue la primera que se desarrolló a partir de una narrativa, en lugar de múltiples segmentos.
En el 2000, Birch ya contaba con más de 18 años de trabajo en eventos de clase mundial. Dirigió las ceremonias de apertura y clausura de los Juegos de la Mancomunidad de 1982, además de las ceremonias culturales y de apertura para la Exposición Internacional de 1988, ambos eventos celebrados en la ciudad australiana de Brisbane. De igual manera, produjo el segmento para la entrega de la bandera olímpica de Atlanta a Sídney en la ceremonia de clausura de los Juegos Olímpicos de Atlanta 1996, fue productor ejecutivo de las ceremonias de Barcelona 1992  y director de producción en las de Los Ángeles 1984. Birch fue contratado para dirigir las ceremonias en septiembre de 1993. La idea del momento cúlmine de la ceremonia con el pebetero saliendo desde el agua, fue planeada durante el proceso de diseño del Stadium Australia, ya que este debía tener en consideración los requerimientos de la estructura que soportaría el peso del agua en la tribuna norte, además de los soportes necesarios para darle la altura necesaria al pebetero. Para el resto de la ceremonia, Birch junto a David Atkins, director artístico y productor de esta, crearon un esquema de trabajo donde cada segmento fuese organizado por su propio director, y que este tuviera libertad artística, siempre y cuando continuase con la narrativa de la ceremonia. El equipo de directores se reunió en 1997, contando con grandes talentos australianos en el teatro, la danza, el cine y la música. En agosto de 2000, los organizadores anunciaron a los once intérpretes principales, los veintiún compositores y los cuatro directores de orquesta en una conferencia de prensa realizada en Melbourne.

#### Detalles técnicos
- Contó con un elenco de 12.600 artistas, quienes fueron apoyados tras bambalinas por un equipo de 4.600 trabajadores y voluntarios.
- Alrededor de 11.600 atletas y oficiales se reunieron en el Sydney SuperDome, permaneciendo allí desde los momentos previos a la ceremonia hasta cuando hicieron su entrada al estadio durante el desfile de las delegaciones.
- Se emplearon un total de 99 toneladas de equipamiento destinado a la iluminación, la transferencia de datos y la alimentación eléctrica.
- En consonancia con la gestión habitual para grandes producciones, la música fue pregrabada bajo condiciones de estudio para garantizar su calidad.[18]
- 7.000 elementos pirotécnicos fueron lanzados desde 15 puntos alrededor del estadio olímpico, los cuales fueron controlados por un equipo de 60 técnicos especializados.
- Un equipo de 100 personas liderados por la supervisora y diseñadora de vestuario Paula Ryan, se encargó de fabricar un total de 15.000 atuendos para la ceremonia.
- La superficie del campo de juego del estadio fue cubierta con una tela de 23.000 metros cuadrados, cuyo diseño creado por Peter England se inspiraba en los colores y texturas del paisaje australiano, los cuales iban desde los detalles en piedra de la arquitectura sydneysider, hasta la vastedad del interior desértico de Australia.
- Con una capacidad para 110.000 espectadores, el Stadium Australia es hasta el día de hoy, la sede de competición con mayor capacidad que haya recibido una prueba olímpica.[7]

## Desarrollo

### «Prelude» - 18:00 - 19:00 (AEDT)
El segmento «Prelude» (Preludio) tuvo lugar durante la hora previa al inicio de la ceremonia. Se desarrolló principalmente desde el escenario ubicado al norte del estadio. Comenzó con la introducción de sus animadores, el comentarista deportivo David Fordham y la presentadora de noticias Chris Bath, de igual manera se presentó tanto a la anunciadora en lengua francesa, Pascale Ledeur (misma que cumplió dicho rol en las ceremonias de los juegos de Atlanta), y al anunciador en lengua inglesa, el actor australiano John Stanton. Se desarrollaron diversas presentaciones, incluyendo una bienvenida al país por parte del pueblo Wangal, 160 niños cantando la canción oficial del equipo de bienvenida «G'day, G'day», la interpretación por parte de Ric Herbert de la canción de la candidatura olímpica de Sídney «Share the Spirit», un reconocimiento a los más de 40.000 voluntarios que contribuyeron al éxito de los juegos, una celebración por parte del COI y de la ONU a la tregua olímpica, un homenaje a Edie Payne, en ese entonces el atleta olímpico australiano más longevo y una interpretación en conjunto con el público asistente de la canción folclóríca «Waltzing Matilda» con John Williamson.
El cierre del segmento fue mediante una cuenta regresiva compuesta por Richard Mills e interpretada por la Orquesta Sinfónica de Sídney. Las pantallas gigantes complementaron con un contador de 60 segundos. A partir del segundo 23, aparecieron en secuencia, imágenes de los juegos predecesores, para luego finalizar con la frase «Opening Ceremony» (Ceremonia de Apertura), dándole así inicio oficial a la misma.

##### Kit para el espectador
En cada uno de los 110.000 asientos del estadio, se colocó un kit con forma de maletín en color amarillo, cuyo interior contenía el programa y un pin oficial de la ceremonia, así también como diversos elementos para la participación del público asistente. La elección para el diseño de este kit fue en homenaje al maletín escolar «Globite», ícono australiano que reinó en la gran mayoría de sus aulas escolares a mediados del siglo XX.

##### Créditos
- Director y productor: Lloyd Bond
- Escenógrafo: Michael Scott-Mitchell
- Diseñador de la cubierta del campo: Peter England
- Diseñador del vestuario para los encargados del público asistente: Kristian Fredrickson

### «Welcome», entrada del jefe de Estado e himno nacional - 19:00 (AEDT)
La Ceremonia de Inauguración inició con un homenaje a la herencia del Stock Horse Australiano, esto a través de la llegada de un jinete solitario, Steve Jefferys, quien al momento de hacer sonar su fusta, 120 jinetes y sus caballos entraron al estadio realizando una «cabalgata musical» al son de un arreglo especial para los juegos del tema musical de 1982 «The Man From Snowy River» el cual fue compuesto y dirigido por Bruce Rowland. Cada jinete portaba una bandera con los anillos olímpicos coloreados en azul. Tras formar entre estos los anillos olímpicos, rompieron filas encaminándose al borde del campo de juego. Finalmente se desplegó una tela gigante pintada por el artista local Ken Done, con una representación del puente de la bahía de Sídney en colores brillantes, diciendo «G'Day» (Buen día) al mundo.
El gobernador general, Sir William Deane, el primer ministro, John Howard, y el presidente del COI, Juan Antonio Samaranch, hicieron su entrada mientras sonaba una fanfarria de jazz interpretada por James Morrison y Swing City.
A continuación, Human Nature y Julie Anthony entonaron el himno nacional australiano, «Advance Australia Fair», acompañados por la Orquesta Sinfónica de Sídney bajo la dirección de Simone Young. Antes de la entonación, los jinetes cambiaron sus banderas olímpicas por banderas australianas, mismos que al finalizar el himno hicieron abandono del estadio. Esta interpretación fue vista como uno de los mayores tributos a un himno nacional en la historia de las ceremonias de apertura olímpicas. 

##### Créditos
- Director: Ignatius Jones[26]
- Diseñador de vestuario: Kristian Fredrickson
- Diseñadora del vestido de Julie Anthony: Carla Zampatti
- Diseñador del puente «G'Day»: Ken Done
- Compositor: Bruce Rowland
- Entrenador de caballos: Tony Jablonski
- Líder de instrucciones de tropa: Sgto. 1° Donald Eyb de la Policía Montada de Nueva Gales del Sur

### «Deep Sea Dreaming» - 19:12 (AEDT)
Este segmento celebró la estrecha relación que tienen los australianos con el mar. Comenzó con la transformación del suelo del estadio en una representación de la internacionalmente reconocida playa de Bondi Beach. Tras esto, hizo su entrada Nikki Webster, principal protagonista de la ceremonia y quien tuvo el rol de «hero girl»(chica héroe), cuando esta llegó al centro del campo de juego, extendió su toalla de playa y mientras se aplicaba crema solar sobre su nariz, las luces del estadio se apagaron dejando iluminado solamente el punto donde se ubicaba la protagonista. Al momento de recostarse sobre su toalla de playa, comenzó a dormirse y adentrarse en un sueño relacionado al mar, iniciándose así una representación de la fauna acuática australiana, donde aparecieron diversas especies de peces y otras criaturas submarinas, moviéndose por el suelo del estadio y cerca de las gradas. 
A continuación, la «hero girl» fue alzada mediante cables aéreos y nadó junto a las criaturas marinas, mientras ocho jóvenes nadadores aparecieron en escena siendo entrenados (en una gran pantalla) por el entonces entrenador del equipo nacional de Australia y miembro del International Swimming Hall of Fame, Laurie Lawrence. Fue un homenaje al Mar del Coral ubicado en el noreste de Australia (Queensland), y también a los grandes nadadores australianos.

##### Elenco
Los 533 participantes del segmento «Deep Sea Dreaming»(Sueño del Mar Profundo) estuvo conformado por:
- Niños pertenecientes a la Unidad de Artes Escénicas de Nueva Gales del Sur
- Voluntarios de clubes locales de artes marciales
- Las cuatro chicas y los cuatro chicos que representaron al equipo de natación, todos contaban formación en danza o gimnasia (en ese entonces, estos tenían un nivel de élite para su edad y su entrenador esperaba que alguno de ellos representase a Australia en los juegos de 2008)

##### Créditos
- Directora: Meryl Tankard
- Diseñador de vestuario: Dan Potra
- Compositora: Elena Kats-Chernin
- Coreógrafa: Meryl Tankard
- Coordinador de efectos aéreos: Richard Hartman

### «Awakening» - 19:20 (AEDT)

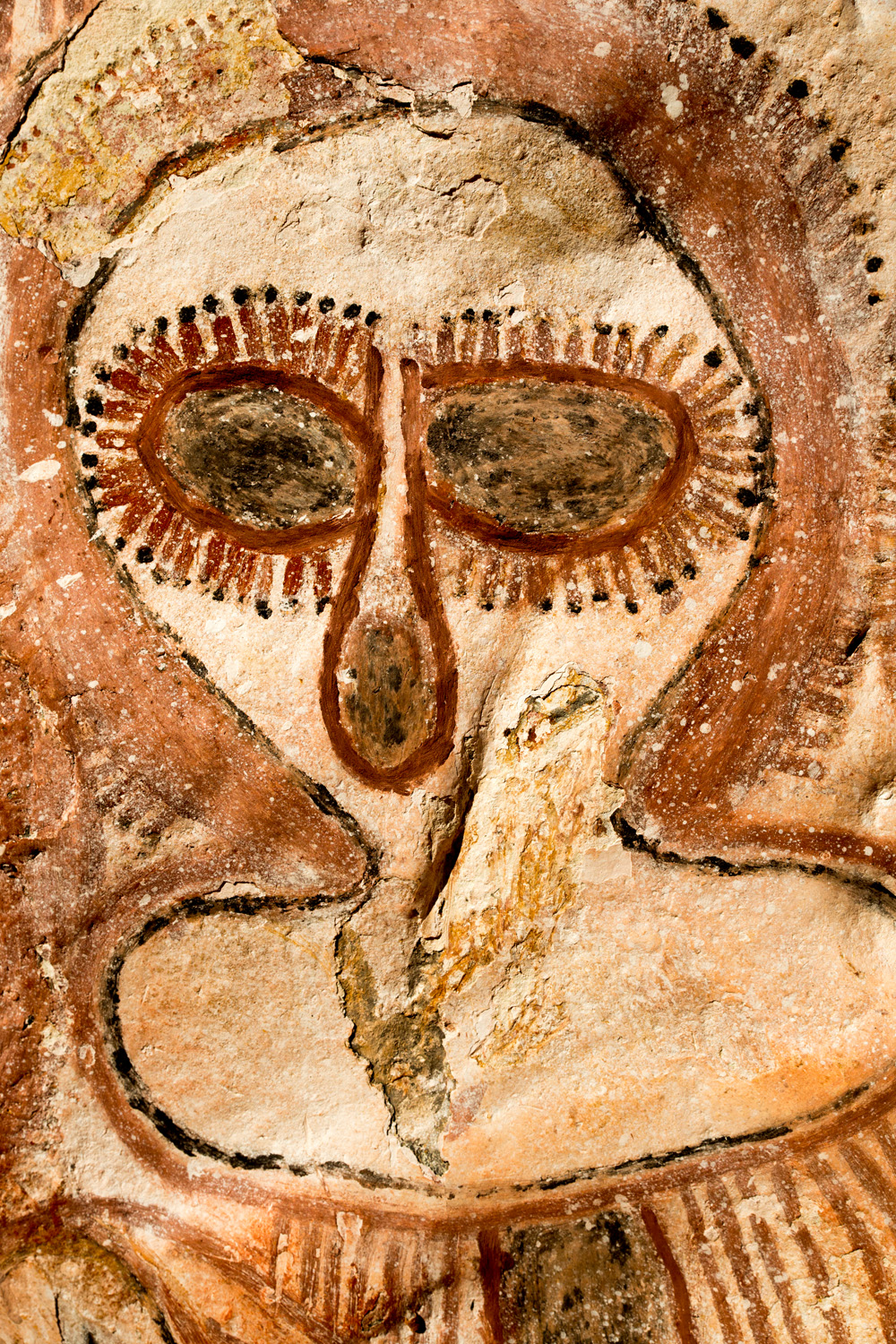
El segmento «Awakening» contó con un lienzo de 32 metros de diámetro, que representaba a un Wandjina, espíritu antropomórfico con grandes ojos y nariz, pero que carecía de boca.

El segmento «Awakening»(Despertar), celebró la cultura aborigen australiana y la de los isleños del estrecho de Torres, cuya herencia se remonta a más de 60.000 años en el pasado. En este se presentó tanto a la «hero girl» como al mundo entero, el término «Country»(País), el cual tiene una significación particular para muchos pueblos aborígenes, y que va más allá de Australia como una nación. Este engloba una relación de interdependencia entre un individuo o un pueblo con sus tierras y mares ancestrales. Una conexión con la tierra que incluye la cultura, la espiritualidad, la lengua, la ley, la tradición, los lazos comunitarios y su identidad, reconociendo de esa forma la presencia de los pueblos aborígenes e isleños del estrecho de Torres en tierras australianas desde antes del periodo colonial, esto con el objetivo de contribuir a la reconciliación con las primeras naciones de Australia. 
Varios grupos de aborígenes provenientes desde todos los rincones de Australia se unieron para darle la bienvenida al mundo. Al comienzo de este segmento, los espíritus que fueron despertando, guiaron a la «hero girl» desde su sueño, hasta el encuentro con el cantor Djakapurra Munyarryun, quien hizo un llamado a la nueva generación de espíritus mediante la entonación de «Gultha» (canción humeante). A continuación, a través del canto y la danza de las mujeres del desierto central, atrajeron a los espíritus mientras interpretaban el «Inma Kungkarankalpa» (las siete hermanas emú), resultando en el renacer de la tierra y el despertar de su espíritu, esto ocurre mientras es lanzado polvo de ocre por los aires. Como guardián de la canción, Don Nundihirribala canta «Dhunbalar»(cantos de la bandera), que convoca a los hombres y las mujeres provenientes de la Tierra de Arnhem y que pertenecen a las comunidades de Numbulwar, Yirrkala, Ramingining y Manningrida, a su llegada comienzan a bailar la tradicional «Bush March», esta solía dar la bienvenida a los comerciantes macasanos con quienes tuvieron sus primeros contactos a mediados del siglo XVIII.
Con el sonar de los kulaps, hombres y mujeres originarios de las islas del estrecho de Torres bailaron el «Aumuller», danza rítmica que celebra a los pueblos provenientes de las mismas. A continuación, el cantor inicia la danza «Dhum Dhum del canguro rojo», mientras el clan «Koori» de Nueva Gales del Sur baila al son de los bumeranes. Estos jóvenes representan a la nueva generación acogida por estas tierras, los cuales reviven aquellos pasos ancestrales que buscan conmemorar su propia supervivencia y darle la bienvenida a los recién llegados. Posteriormente, los clanes se reúnen en torno a cuencos con hojas de eucalipto ardiendo, reavivando así los lazos comunes y purificando el lugar como parte de las tierras del pueblo Darug.
De pronto, hacen su entrada los «Gjorn Gjorn» o «Gwion Gwion», ayudantes de los espíritus ancestrales de la creación para los pueblos de la región de Kimberley conocidos como «Wandjina o Wondjina». A medida que los clanes se van uniendo, estos van reafirmando sus lazos comunitarios y espirituales con la tierra, además de rendir tributo a los grupos lingüisticos aborigenes de Sídney. Cuando estos ya se encuentran unidos, se produce el nacimiento de un «Wandjina», espíritu creador representado mediante un lienzo de 32 metros de diámetro diseñado por Peter England. El segmento finaliza con el rugido de un trueno, y el «Wandjina» lanzando un rayo que enciende el fuego que regenerará a la tierra.

##### Elenco
- Djakapurra Munyarryun, cantor aborigen australiano
- 400 hombres y mujeres provenientes de 45 grupos que incluían escuelas, estudiantes de danza, instituciones de educación superior, conjuntos y compañías profesionales de danza, quienes representaron a los «nuevos espíritus» de las áreas urbanas, rurales y regionales de Nueva Gales del Sur
- 100 hombres y mujeres de 17 escuelas secundarias y grupos de danza que representaron a los grupos lingüísticos de Sídney y Nueva Gales del Sur bajo el nombre de «NSW Nationskoori clan»
- 350 mujeres del desierto central que representaron al Consejo de Mujeres Ngaanyatjarra, Pitjantjatjara y Yankunytjatjara
- 200 hombres y mujeres que representaron a las comunidades de la Tierra de Arnhem
- 100 chicos y chicas provenientes de las islas del estrecho de Torres, además de un grupo de ancianos con la misma procedencia
- Ocho zancudos sin procedencia aborigen, quienes representaron a los «Gjorn Gjorn» o «Figuras de Bradshaw", a estos se suma la representación del «Wandjina» por parte de la comunidad Mowanjum

##### Créditos
- Directores: Stephen Page y Rhoda Roberts
- Diseñador: Peter England
- Diseñador de vestuario: Jennifer Irwin
- Compositor: David Page
- Coreógrafo: Stephen Page

### «Fire» - 19:31 (AEDT)
El segmento «Fire»(Fuego), comienza con un incendio forestal provocado por el rayo que lanzó el «Wandjina» y que comienza a extenderse desde el escenario ubicado en el extremo norte del estadio, este fue representado por medio de 140 tragafuegos, 20 zancudos y 40 malabaristas que avanzaban juntos por el campo de juego. Sobre el escenario comenzaron a tocar 20 percusionistas rítmicos rodeados por 25 tragafuegos, los cuales al son de la percusión rítmica y acompañados por gimnastas y zancudos portadores de antorchas, esparcieron el fuego a través del estadio. Cuando estos arribaron al centro del campo, los 140 tragafuegos soplaron al unísono creando una gran llamarada, para así seguir avanzando mientras el fuego fue lentamente extinguiéndose, dejando atrás pequeños cúmulos de vegetación ennegrecida.
El fuego ha sido y es un elemento característico e importante para el paisaje australiano, los aborígenes lo utilizaban para regenerar el paisaje. Cabe resaltar que los grandes incendios forestales suelen arrasar con el paisaje de manera descontrolada, siendo estos, uno de los tipos de desastre natural que ha modelado la relación de los australianos con su tierra.

##### Elenco
- 150 tragafuegos
- 40 malabaristas
- 20 zancudos

##### Créditos
- Director: David Atkins
- Compositor: Michael Askill
- Coreógrafo: Jason Coleman

### «Nature» - 19:34 (AEDT)

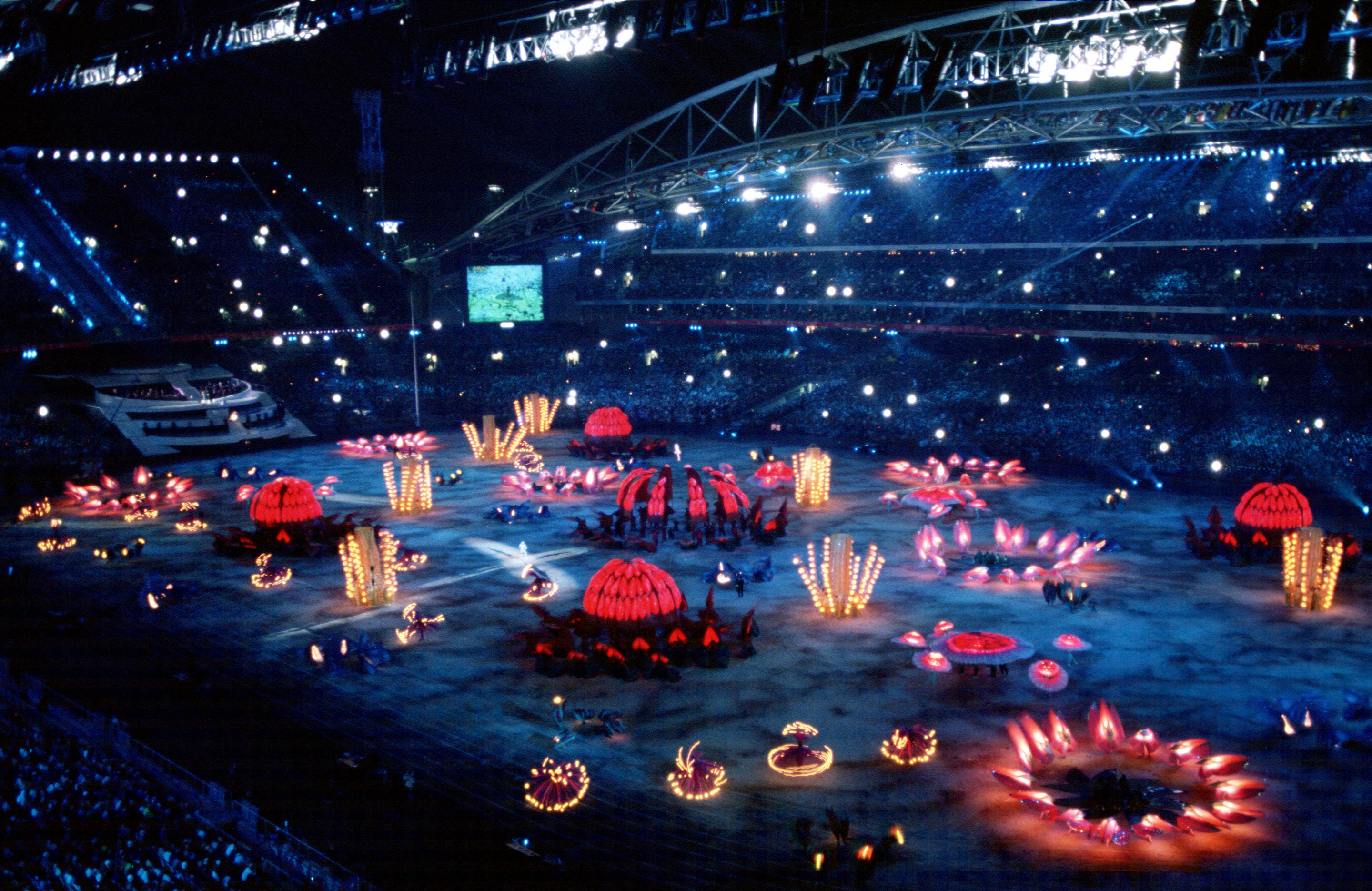
Vista del segmento «Nature»

El segmento «Nature»(Naturaleza) presentó la fauna y flora del interior australiano, este comenzó cuando la vegetación ennegrecida por el fuego comienza a germinar lentamente, mientras que el agua, elemento básico para la vida, va llenando los «billabongs». Cientos de intérpretes dan vida a algunas de las especies de flora y fauna más singulares de Australia, las cuales han desarrollado sus características únicas a causa de lo aislado de su geografía.
La flora es representada a través de cientos de flores, tales como la waratah (flor estatal de Nueva Gales del Sur), los guisantes del desierto de Sturt, los lirios acuáticos y las banksias, alrededor de los estanques de agua, también crecen más flores como el mirto de miel, la lechenaultia azul y las margaritas de los pantanos, mientras que la fauna fue representada por 7 grandes lienzos pintados por Jeffrey Samuels, los cuales fueron revelados a partir de los «billabongs» que se transformaron en representaciones de canguros, equidnas, cisnes, wombats, tortugas, ornitorrincos y goanas.
Cuando Djakapurra vuelve a escena, este encuentra a la «hero girl» sobre un waratah en el centro del estadio, a continuación las luces se apagan para que las flores comiencen a iluminarse formando un caleidoscopio de colores y cerrando el segmento de esta forma.

##### Elenco
- 803 voluntarios y 133 asistentes de producción seleccionados entre estudiantes de la Escuela de Cultura Física Bjelke-Petersen, remeros austro-chinos de barcos dragón y jóvenes de la escuela secundaria de Lucas Heights

##### Créditos
- Director: Peter Wilson
- Diseñador: Eamon D'Arcy
- Diseñador de vestuario: Eamon D'Arcy
- Diseñador de los lienzos representativos de la fauna australiana: Jeffrey Samuels de la Cooperativa de Artistas Aborígenes Boomalli
- Compositor: Chong Lim
- Coreógrafo: Doug Jack

### «Tin Symphony» - 19:44 (AEDT)
El segmento «Tin Symphony»(Sinfonía de hojalata), hizo una representación del comienzo y las consecuencias del asentamiento británico en Australia, mostró de igual forma cómo el país fue desarrollándose en lo rural, urbano e industrial. Dirigido por Nigel Jamieson también fue considerado como una celebración del «larrikinismo» australiano, destacando la energía, el humor y el ingenio de aquellos que formaron parte de los primeros asentamientos en el bush australiano.
Todo comenzó con la llegada de una bicicleta tándem que simbolizaba al HMB Endeavour, reconocido barco del capitán James Cook, quien junto al naturalista Joseph Banks y su tripulación exploraron la costa este de Australia. Del mismo modo, a bordo del buque se podía observar un conejo enjaulado que representaba la llegada de especies animales invasoras a tierras australianas. Finalmente cuando el buque llegó al centro del campo, el actor que interpretó al capitán Cook encendió un cohete para dar inicio al segmento.
Al son del tema musical de este segmento, coproducido por Ian Cooper, John Frolich y Paul Grabowsky (compuesto por una combinación entre el jig irlandés, algunos instrumentos de percusión, y una recopilación de sonidos y voces del bush australiano), una multitud de intérpretes vestidos como el icónico «bushranger»(bandolero) Ned Kelly hicieron su entrada al campo de juego, simbolizando la vitalidad y la violencia durante los primeros años de la colonización australiana (los trajes empleados se asemejaban a armaduras metálicas en color negro, inspiradas en los cuadros del artista australiano Sir Sidney Nolan). Junto a estos, ingresan al campo otros objetos simbólicos del outback australiano, tales como planchas corrugadas de acero y tanques de tormentas, al mismo tiempo se suma un caballo mecánico creado a partir de maquinaria agrícola, este representa cómo el mal uso de esta tecnología tuvo desastrosas consecuencias para los pueblos aborígenes de Australia.
Posterior a la transformación del caballo en un molino de viento, Hicieron su entrada en el estadio, una serie de aparatos donde gimnastas, atletas y artistas de circo, giraron e hicieron piruetas en el aire, demostrando el vínculo del esfuerzo físico de aquellos que se adentraron en el outback, con el atletismo de las artes escénicas y las proezas deportivas de Australia. De la misma manera eran presentados elementos culturales tales como la tala de árboles y el chasquido de látigos, los que junto con los bailarines irlandeses que danzaron sobre las planchas corrugadas y que portaban sombrillas con diseños de engranajes y ruedas gigantes, representaban el crecimiento industrial de Australia.
El ritmo del segmento cambia mientras siguen presentándose más aspectos de la Australia rural. En el centro del campo se construyó un cobertizo con planchas corrugadas de acero, mientras que en el exterior, las ovejas, uno de los tipos de ganado más importantes en Australia, eran representados mediante actores al interior de cajas de cartón que se movían al ritmo de la música. Desde las cajas, emergieron estos actores con cortadoras de césped de la marca Victa, reflejo del sueño suburbano de los años 50, y que en conjunto formaron los anillos olímpicos. El caballo mecánico hace una última aparición, presentándose ante la «hero girl», esta le obsequia una manzana y el caballo responde con un relincho, indicando el final del segmento. 

##### Elenco
Los 967 participantes del segmento «Tin Symphony» fueron seleccionados entre:
- La Asociación de Gimnasia de Nueva Gales del Sur (tanques, cajas y maquinaria agrícola)
- La compañía teatral Erth («Kellys» aéreos con pirotecnia)
- El grupo de danza Ceroc («Tin Men»[Hombres de Hojalata])
- Las escuelas de danza irlandesa de Nueva Gales del Sur
- La Asociación de Hacheros de Nueva Gales del Sur
- La escuela de circo Aeralize (máquina de escaleras)
- Surfistas y skateboarders (tanques)
- Clubes de ciclismo
- Clubes de escalada
- La escuela de artes escénicas de Camperwell y el Nepean Campus de la University of Western Sydney
- La Asociación Australiana de Chasqueadores y Trenzadores de Látigos

##### Créditos
- Director: Nigel Jamieson
- Diseñador: Dan Potra
- Diseñadores de vestuario: Nigel Jamieson y Dan Potra
- Compositores: Ian Cooper, John Frolich y Paul Grabowsky
- Coreógrafos: Karen Johnson Mortimer, Doug Jack, y la compañía teatral «Legs On The Wall»

### «Arrivals» - 19:57 (AEDT)
El segmento de «Arrivals»(Llegadas) celebró a la gente de diversas culturas, etnias, credos y religiones que en la actualidad consideran Australia como su hogar, así también a la cultura migratoria surgida a partir de las fiebres del oro australianas y que convirtieron al país en una sociedad cosmopolita. Estos pueblos fueron llegando por medio de carros alegóricos, una banda sonora propia y trajes que simbolizaban a cada continente representado en los anillos olímpicos.
En primer lugar, bailarines disfrazados con motivos que simbolizan la migración desde el continente africano entraron al estadio con trajes de color negro y música de inspirada en el mismo continente. A continuación, les siguieron bailarines vestidos de amarillo y al ritmo de música de estilo asiático, simbolizando la llegada de los inmigrantes provenientes de Asia, estos iban encabezados por dos parejas de bailarines ejecutando la danza del león. Los inmigrantes europeos, representados con el color verde y con música de estilo electrónico, hicieron su entrada aumentando aún más la creciente fiesta dentro del campo de juego. La música volvió a cambiar pasando a un estilo con raíces americanas, mientras hacía su entrada en el estadio un carro alegórico con tonalidades de rojo, simbolizando la llegada de los inmigrantes de América. Por último, los artistas que representaban a los inmigrantes de Oceanía, con especial énfasis en Nueva Zelanda y Nueva Guinea, entraron en el estadio con trajes en tonos de azul y música al estilo del las islas del Pacífico. Los cinco carros se colocaron en posición para representar los respectivos colores en los anillos de la bandera olímpica. 
En el crescendo del segmento, cuatro de estos carros (Asia, América, Europa y Oceanía) rodearon al carro representativo de África, mientras los artistas de todos los continentes representados, se unieron en un gran grupo para luego salir corriendo desde el centro del estadio y dibujar los contornos del continente australiano. Los artistas permanecieron de pie con los brazos extendidos hacia el público, mientras formaban el mapa de Australia, simbolizando cómo este país abría sus brazos para darle la bienvenida al mundo entero. Una importante cantidad de niños vestidos con los colores de los anillos olímpicos hicieron su entrada al estadio para así formar una versión más maciza del mapa australiano, mientras los artistas que llegaron en los carros alegóricos, procedieron a retirase del campo de juego. A continuación, Webster interpretó la canción «Under Southern Skies»(Bajo Cielos Australes) acompañada por cinco actores que representaban a cada continente, mientras los niños formaron una gran representación de la constelación de la Cruz del Sur con sus linternas.

##### Elenco
- 2.000 niños (voluntarios)
- 500 adultos (voluntarios)
- 750 adultos y niños de diversos grupos culturales
- 1.750 niños tanto de la Unidad de Artes Escénicas de Nueva Gales del Sur, como del coro Sing 2001
- Alrededor de 40 asistentes de producción

##### Créditos
- Director: Lex Marinos.
- Diseñador: Eamon D'Arcy
- Diseñadores de vestuario: Jenny Kee (África y América), Peter Morrisey (Oceanía), Norma Moriceau (Europa) y Lisa Ho (Asia)
- Compositores «Under Southern Skies»: Damien Halloran y Maria Millward
- Coreógrafo: Jason Coleman

### «Eternity» - 20:08 (AEDT)

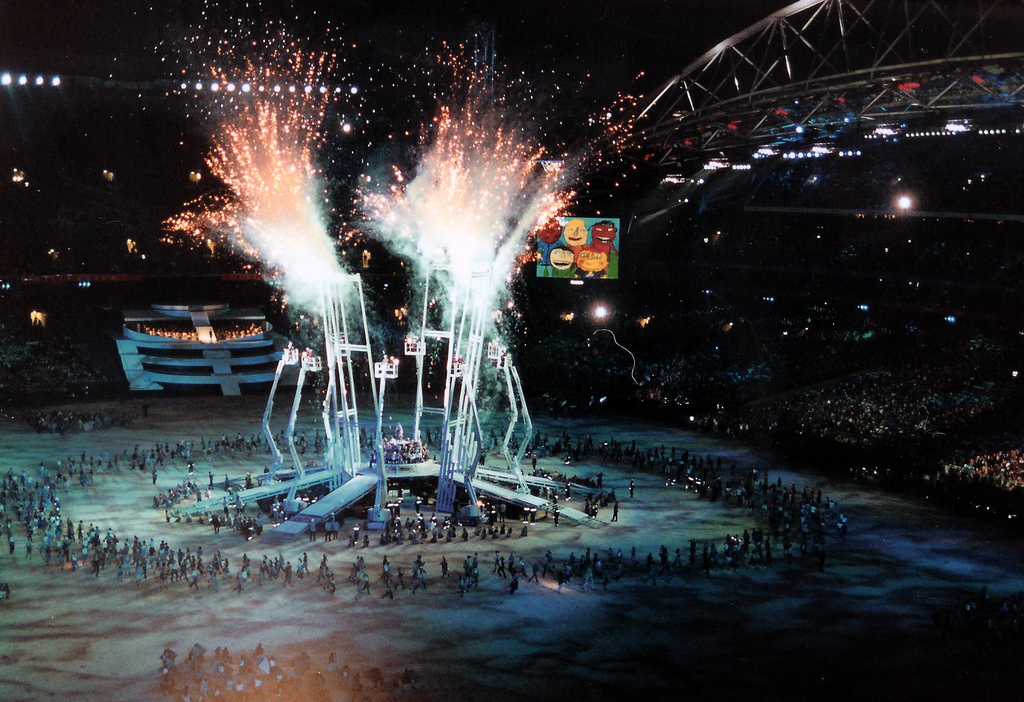
Vista del segmento «Eternity»

Este segmento comenzó cuando Adam García hizo su aparición en el centro del escenario, el cual estaba parcialmente montado a partir de los carros alegóricos del segmento anterior, este comienza a interpretar un solo de tap con el cual invita aún más bailarines, mientras estos iban llegando para unirse a la coreografía, hacían su contribución en el montaje de una serie de plataformas al centro del escenario. Con estas ya montadas, los bailarines se unen a la coreografía iluminados con las chispas creadas por un grupo de esmeriladores en la base de las plataformas, entonces otro grupo de 500 bailarines en las escalinatas de las gradas, unieron fuerzas con los que se ubicaban en el campo de juego para crear un crescendo.
Varias plataformas elevadoras en el centro del estadio, comenzaron a elevarse lentamente mientras la intensidad de la música iba en aumento. Los bailarines de «Eternity»(Eternidad) rendían tributo a todos los trabajadores que han contribuido para la grandeza de Australia, en especial a quienes construyeron sus puertos, calles, puentes, edificios, fábricas, escuelas, hospitales, caminos y líneas férreas, con el claro objetivo de hacer que este país sea lo que es en la actualidad y así poder proyectarse al futuro.
A continuación, los bailarines en las gradas se dirigen al campo de juego para acompañar a sus colegas, algunos de estos portan láminas cuadradas de acero, las que fueron usadas tanto para bailar sobre estas, como también para sostenerlas con sus manos y así reflejar la luz mientras bailaban. Durante el segmento, grandes marcos de acero se levantaron desde las secciones del escenario, en ese momento aparecen en el centro del mismo, tanto Djakapurra (el cantor aborigen), como la «hero girl», quienes son alzados sobre una plataforma que les permitía observar desde las alturas todo lo que sucedía sobre el campo. Cuando la presentación de este segmento se aproximaba a su final, los marcos de acero se abrieron formando una gran estrella que cumplió la función de base para crear un colorido «mandala multicultural» compuesto por artistas de todos los segmentos anteriores y que se unieron con aquellos que ya estaban bailando. El segmento finaliza con el encendimiento de una gran representación creada con base en elementos pirotécnicos del puente de la bahía de Sídney, el cual mostraba en su centro la palabra «Eternity». Dicha representación del puente se consideró como un «puente de vida, de conexión y de reconciliación».
La coreografía de este segmento estuvo inspirada por el entonces popular show teatral «Tap Dogs», además de «Bootmen», película que en aquel entonces estaba pronta a estrenarse. Una versión a modo de remezcla de la música del segmento sonó mientras los intérpretes abandonaban el campo de juego.

##### Elenco
- 150 bailarines de tap, pertenecientes a los elencos de Tap Dogs, Hot Shoe Shuffle y Steel City

- 500 bailarines de tap, pertenecientes a escuelas de tap, la Unidad de Artes Escénicas de Nueva Gales del Sur, y seleccionados en audiciones

- 500 bailarines de jazz
- 12 rapeladores
- 16 conductores de airboards
- 250 intérpretes de «Arrivals», 200 de «Tin Symphony», 350 de «Awakening», 150 de «Fire», 160 de «Nature» y 60 de «Deep Sea Dreaming»
- 130 asistentes (apoyo de producción, conductores, operadores de grúa, y especialistas en pirotecnia)

##### Créditos
- Director y diseñador: Nigel Triffitt
- Diseñador del puente «Eternity»: Ken Done
- Productor musical y de tap Laurence Maddy
- Compositor: David Hirschfelder
- Coreógrafo de tap: Dein Perry
- Coreógrafo asistente de tap: Nathan Sheens
- Coreógrafo del «mandala»: Doug Jack
- Coreógrafo de los «airboard»: Jason Coleman

### «Sydney 2000 Olympic Band» - 20:23 (AEDT)

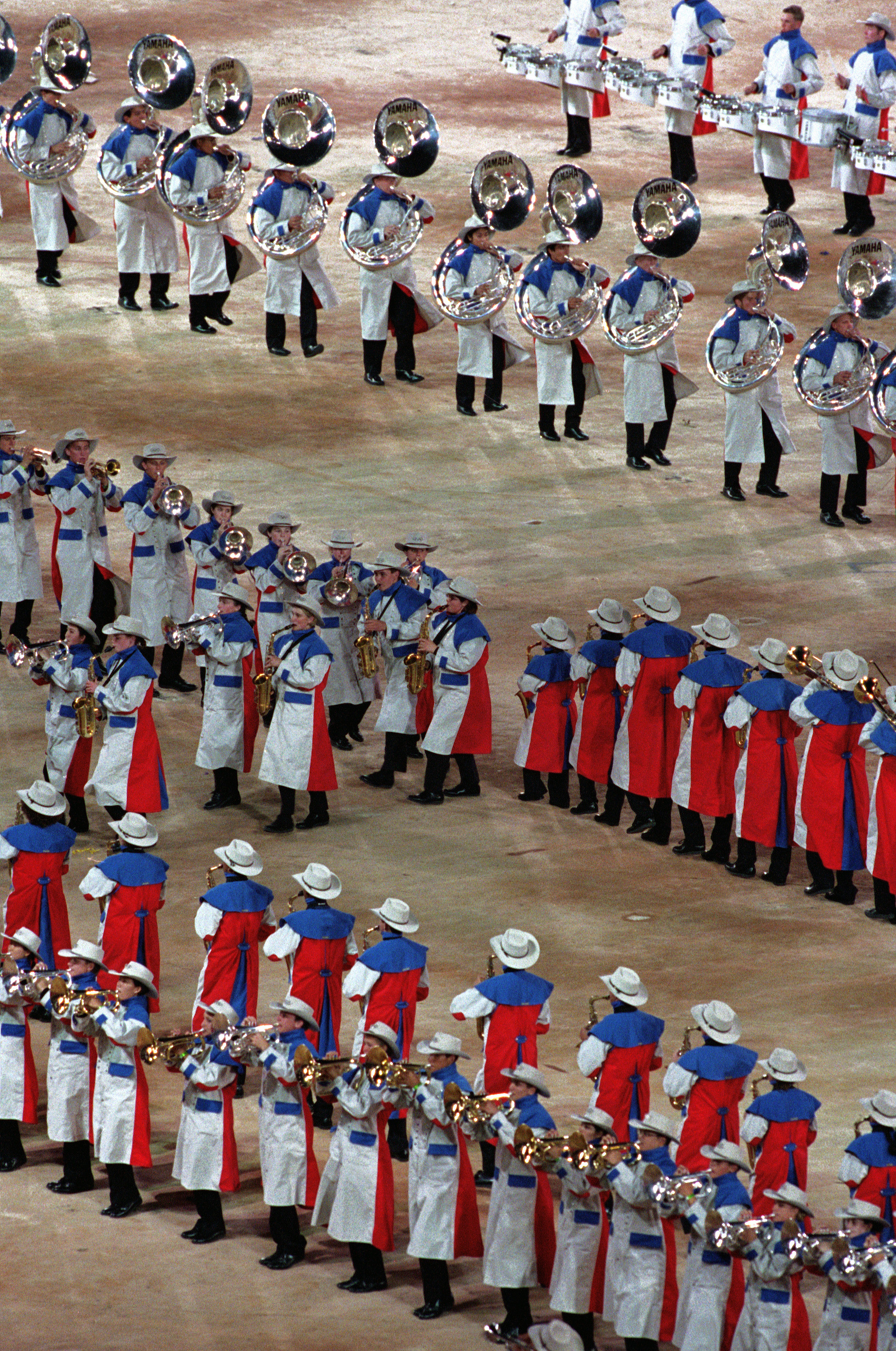
Presentación de la «Sydney 2000 Olympic Band»

La «Sydney 2000 Olympic Band«(Banda Olímpica de Sídney 2000), fue una banda de marcha compuesta por 2.000 músicos procedentes de 20 países de alrededor del mundo (Australia, Austria, Brasil, Canadá, China, Corea del Sur, Dinamarca, Estados Unidos, Fiyi, Francia, Irlanda, Italia, Japón, Nueva Zelanda, Reino Unido, Singapur, Sudáfrica, Suecia, Suiza y Tonga), de los cuales la mitad eran australianos. Esta banda interpretó un popurrí de clásicos de la música australiana e internacional, además de temas musicales de los Juegos Olímpicos. El popurrí incluyó temas como: «Así habló Zaratustra», «Chariots of Fire», la «Oda a la Alegría», «Bugler's Dream», «Waltzing Matilda» y el «Olympic Fanfare & Theme» de John Williams.
Convocados por la productora musical estadounidense World Proyects Corporation, los músicos de esta banda iniciaron los ensayos desde sus respectivos países con dos años de anticipación. Nueve días antes de la ceremonia, estos se reunieron en Bathurst, para vivir, entrenar y ensayar juntos. La «Olympic Band» fue considerada en ese entonces como una de las mayores bandas de marcha que se hayan presentado, su masividad era tal que fueron necesarios seis directores para la correcta ejecución del segmento. Para rendir tributo al país anfitrión, todos los miembros de la banda vistieron una edición especial de los tradicionales uniformes de los «stockmans» del bush australiano, compuestos por abrigos «Driza-Bone», y sombreros «Akubra». Este segmento fue una de las pocas presentaciones con música en vivo de la ceremonia.
A lo largo del siglo XX, las bandas de marcha han tenido apariciones regulares en ceremonias previas de los Juegos Olímpicos. Sin embargo, este segmento fue parte de a controversia en los medios locales, debido a que cuando fue anunciado en 1999, se tenía considerado que 1.500 de los 2.000 músicos viniesen del extranjero, mientras que las bandas locales en Sídney fueron ignoradas. Los organizadores tuvieron que renegociar la cantidad de invitaciones para músicos internacionales, lo que permitió que la mitad de los músicos de la banda fuesen de australianos. Birch siempre visualizó que esta banda fuese tanto la más grande que se haya visto en una ceremonia olímpica, como también que una banda internacional le de la bienvenida a los atletas participantes.
Críticas positivas inmediatamente posteriores a la ceremonia afirmaban que la banda era «hábil y entretenida en su forma», que «resultaba difícil creer que su participación hubiese estado alguna vez en duda». En contraste, el autor y periodista australiano Peter FitzSimons opinó que la banda no tenía nada en comparación con el resto de la «pompa australiana», y que algunas personas en Australia la consideraron un elemento de «cocacolanización».
Desde el año 2000, las bandas de marcha no han tenido una participación relevante en ceremonias de apertura olímpicas, salvo por la Banda Naval Helénica durante la entrada de las autoridades en la ceremonia de Atenas 2004, la aparición de la Grimethorpe Colliery Band durante el segmento «Pandemonium» de la ceremonia de Londres 2012 y la participación de la banda de marcha de la Guardia Republicana de Francia en el segmento «Égalité» de la ceremonia de París 2024.

##### Créditos
- Director artístico y director principal de la banda: Barry Spanier
- Diseñador de vestuario: Kristian Fredrickson
- Coreógrafo: Barry Spanier
- Arreglista musical: Ken Dye
- Director de percusión: Dave Glyde

### «Desfile de los Atletas» - 20:38 (AEDT)

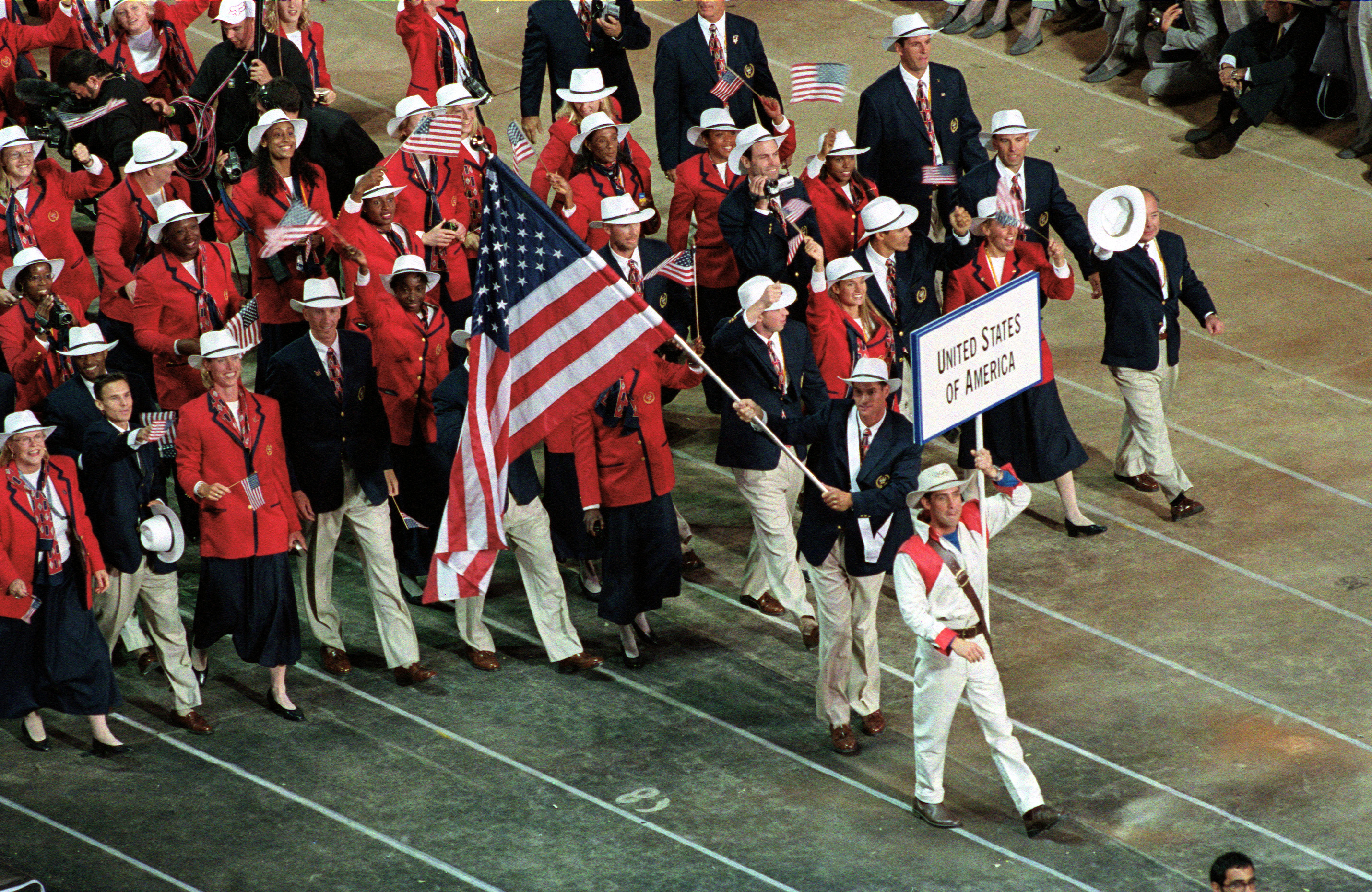
Delegación de los Estados Unidos en el desfile de los atletas

Bandera de Grecia

Bandera de la Corea Unificada

Bandera Olímpica

Bandera de Australia

Una vez que la «Olympic Band» hizo su presentación, esta se dirigió a un costado del escenario ubicado en la parte norte del estadio, mientras que un grupo importante de voluntarios hizo su entrada para tomar posición previo al desfile de los atletas. Este comenzó con Ledeur y Stanton, anunciadores de lengua francesa e inglesa respectivamente, pronunciando las siguientes palabras:

«Señoras y señores, tenemos el honor de presentar a los atletas de los Juegos de la XXVII Olimpiada»

Tal como lo indica la tradición olímpica, Grecia al ser el lugar de nacimiento de los Juegos Olímpicos, hace su entrada abriendo el desfile, mientras que Australia al ser la nación anfitriona, lo cierra. Los demás comités olímpicos nacionales, según lo dispuesto por las directrices del COI, hacen su entrada en el orden alfabético de la lengua oficial del país anfitrión (Inglés). Cabe mencionar que la lengua inglesa definió el orden de aparición de las delegaciones en cuatro ediciones sucesivas de los Juegos Olímpicos, siendo aparte de Sídney 2000, la lengua protocolar de Atlanta 1996 (verano), Nagano 1998 (invierno)(se optó por el inglés en lugar del japonés) y Salt Lake City 2002 (invierno).
Mientras la mayoría de las delegaciones entraron con una versión corta de sus nombres, algunas entraron con una versión más formal o alternativa de estos, principalmente por razones políticas y disputas en relación con los nombres. Macedonia (actualmente Macedonia del Norte) entró como «Former Yugoslav Republic of Macedonia»(Ex-República Yugoslava de Macedonia), por una disputa del nombre con Grecia. La República de China (conocida comúnmente como Taiwán), entro bajo el nombre de «Chinese Taipei»(China Taipei), tomando la «T» como referencia en el orden de aparición y también para no entrar junto a la República Popular China (conocida comúnmente como China), quienes entraron como «People's Republic of China», teniendo a la «C» como referencia. La República del Congo entró simplemente como «Congo»(Congo), mientras que la República Democrática del Congo entró con su nombre completo «Democratic Republic of the Congo». Brunéi, Estados Unidos, Irán, Libia, Laos, Micronesia, Moldavia, Rusia, Siria y Tanzania entraron bajo sus nombres formales, respectivamente: «Brunei Darussalam»(Brunei Darussalam), «United States of America»(Estados Unidos de América), «Islamic Republic of Iran»(República Islámica de Irán), «Libyan Arab Jamahiriya»(Jamahiriya Árabe Libia), «Lao People's Democratic Republic»(República Democrática Popular Lao), «Federated States of Micronesia»(Estados Federados de Micronesia), «Republic of Moldova»(República de Moldavia), «Russian Federation»(Federación Rusa), «Syrian Arab Republic»(República Árabe Siria), y «United Republic of Tanzania»(República Unida de Tanzania).
Con una cantidad récord de 199 comités olímpicos nacionales y con la excepción de Afganistán, que fue vetado por el COI en 1999 debido a que el gobierno de ese entonces ejercía una gran opresión contra las mujeres y su acceso al deporte. Hicieron su debut en estos juegos las delegaciones de Eritrea, Micronesia y Palaos, así mismo la República Democrática del Congo comenzó a participar con este nombre tras el derrocamiento de Mobutu Sese Seko y la desaparición de la República del Zaire en 1997. El desfile también incluyó la entrada de las delegaciones de Corea del Norte y Corea del Sur desfilando juntas bajo el nombre de «Korea»(Corea) y usando la bandera de la unificación coreana, cabe mencionar que ambos equipos compitieron por separado. Los atletas de Timor Oriental (independiente en su totalidad desde 2002), fueron los penúltimos en entrar al estadio, haciéndolo con el nombre de «Individual Olympic Athletes»(Atletas Olímpicos Individuales) y teniendo permitido desfilar bajo la bandera olímpica.

La siguiente lista muestra los abanderados de cada una de las 199 delegaciones que formaron parte de estos juegos. La lista se encuentra ordenada en base al orden de aparición de los equipos durante el desfile. Los nombres se basan en las denominaciones oficiales indicadas por el COI.
| N°  | Orden en inglés                                                                 | Nombre en francés                                                    | Nombre en español                                               | Abanderado(a)                 | Deporte                  |
| --- | ------------------------------------------------------------------------------- | -------------------------------------------------------------------- | --------------------------------------------------------------- | ----------------------------- | ------------------------ |
| 1   | Greece (GRE)                                                                    | Grèce                                                                | Grecia                                                          | Nikólaos Kaklamanakis         | Vela                     |
| 2   | Αlbania (ALB)                                                                   | Albanie                                                              | Albania                                                         | Ilirjan Suli                  | Halterofilia             |
| 3   | Αlgeria (ALG)                                                                   | Algérie                                                              | Argelia                                                         | Dyabir Said-Guerni            | Atletismo                |
| 4   | Αmerican Samoa (ASA)                                                            | Samoa Américaines                                                    | Samoa Americana                                                 | Lisa Misipeka                 | Atletismo                |
| 5   | Αndorra (AND)                                                                   | Andorre                                                              | Andorra                                                         | Antoni Bernadó                | Atletismo                |
| 6   | Αngola (ANG)                                                                    | Angola                                                               | Angola                                                          | Nádia Cruz                    | Natación                 |
| 7   | Αntigua & Barbuda (ANT)                                                         | Antigua-et-Barbuda                                                   | Antigua y Barbuda                                               | Heather Samuel                | Atletismo                |
| 8   | Αrgentina (ARG)                                                                 | Argentine                                                            | Argentina                                                       | Carlos Espínola               | Vela                     |
| 9   | Αrmenia (ARM)                                                                   | Armenie                                                              | Armenia                                                         | Haykaz Galstyan               | Lucha                    |
| 10  | Αruba (ARU)                                                                     | Aruba                                                                | Aruba                                                           | Richard Rodríguez             | Atletismo                |
| 11  | Αustria (AUT)                                                                   | Autriche                                                             | Austria                                                         | Wolfram Waibel Jr.            | Tiro                     |
| 12  | Αzerbaijan (AZE)                                                                | Azerbaïdjan                                                          | Azerbaiyán                                                      | Namiq Abdullayev              | Lucha                    |
| 13  | Bahamas (BAH)                                                                   | Bahamas                                                              | Bahamas                                                         | Pauline Davis-Thompson        | Atletismo                |
| 14  | Bahrain (BRN)                                                                   | Bahreïn                                                              | Baréin                                                          | Dawood Youssef                | Natación                 |
| 15  | Bangladesh (BAN)                                                                | Bangladesh                                                           | Bangladés                                                       | Sabrina Sultana               | Tiro                     |
| 16  | Barbados (BAR)                                                                  | Barbade                                                              | Barbados                                                        | Andrea Blackett               | Atletismo                |
| 17  | Belarus (BLR)                                                                   | Bélarus                                                              | Bielorrusia                                                     | Siarhei Lishtvan              | Lucha                    |
| 18  | Βelgium (BEL)                                                                   | Belgique                                                             | Bélgica                                                         | Ulla Werbrouck                | Judo                     |
| 19  | Belice (BIZ)                                                                    | Belize                                                               | Belice                                                          | Emma Wade                     | Atletismo                |
| 20  | Benin (BEN)                                                                     | Bénin                                                                | Benín                                                           | Laure Kuetey                  | Atletismo                |
| 21  | Bermuda (BER)                                                                   | Bermudes                                                             | Bermudas                                                        | Mary Jane Tumbridge           | Deportes ecuestres       |
| 22  | Bhutan (BHU)                                                                    | Bhoutan                                                              | Bután                                                           | Jubzhang Jubzhang             | Tiro con arco            |
| 23  | Bolivia (BOL)                                                                   | Bolivie                                                              | Bolivia                                                         | Marco Condori                 | Atletismo                |
| 24  | Bosnia & Herzegovina (BIH)                                                      | Bosnie-Herzégovine                                                   | Bosnia y Herzegovina                                            | Elvir Krehmić                 | Atletismo                |
| 25  | Botswana (BOT)                                                                  | Botswana                                                             | Botsuana                                                        | Gilbert Khunwane              | Boxeo                    |
| 26  | Brazil (BRA)                                                                    | Brésil                                                               | Brasil                                                          | Sandra Pires                  | Vóley playa              |
| 27  | British Virgin Islands (IVB)                                                    | Îles Vierges Britaniques                                             | Islas Vírgenes Británicas                                       | Keita Cline                   | Atletismo                |
| 28  | Brunei Darussalam (BRU)                                                         | Brunei Darussalam                                                    | Brunéi Darussalam                                               | Haseri Asli                   | Atletismo                |
| 29  | Βulgaria (BUL)                                                                  | Bulgarie                                                             | Bulgaria                                                        | Ivo Yanakiev                  | Remo                     |
| 30  | Burkina Faso (BUR)                                                              | Burkina Faso                                                         | Burkina Faso                                                    | Sarah Tondé                   | Atletismo                |
| 31  | Burundi (BDI)                                                                   | Burundi                                                              | Burundi                                                         | Diane Nukuri                  | Atletismo                |
| 32  | Cambodia (CAM)                                                                  | Cambodge                                                             | Camboya                                                         | To Rithya                     | Atletismo                |
| 33  | Cameroon (CMR)                                                                  | Cameroun                                                             | Camerún                                                         | Cécile Ngambi                 | Atletismo (no participa) |
| 34  | Canada (CAN)                                                                    | Canada                                                               | Canadá                                                          | Caroline Brunet               | Piragüismo               |
| 35  | Cape Verde (CPV)                                                                | Cap-Vert                                                             | Cabo Verde                                                      | Isménia do Frederico          | Atletismo                |
| 36  | Cayman Islands (CAY)                                                            | Îles Caïmans                                                         | Islas Caimán                                                    | Kareem Streete-Thompson       | Atletismo                |
| 37  | Central African Republic (CAF)                                                  | République Centrafricaine                                            | República Centroafricana                                        | Mickaël Conjungo              | Atletismo                |
| 38  | Chad (CHA)                                                                      | Tchad                                                                | Chad                                                            | Gana Abba Kimet               | Atletismo                |
| 39  | Chile (CHI)                                                                     | Chili                                                                | Chile                                                           | Nicolás Massú                 | Tenis                    |
| 40  | People's Republic of China (CHN)                                                | République Populaire de Chine                                        | República Popular China                                         | Liu Yudong                    | Baloncesto               |
| 41  | Colombia (COL)                                                                  | Colombie                                                             | Colombia                                                        | María Isabel Urrutia          | Halterofilia             |
| 42  | Comoros (COM)                                                                   | Comores                                                              | Comoras                                                         | Shareef Mohammed              | Oficial                  |
| 43  | Congo (CGO)                                                                     | Congo                                                                | Congo                                                           | Marien Michel Ngouabi         | Natación                 |
| 44  | Cook Islands (COK)                                                              | Îles Cook                                                            | Islas Cook                                                      | Turia Vogel                   | Vela                     |
| 45  | Costa Rica (CRC)                                                                | Costa Rica                                                           | Costa Rica                                                      | Karina Fernández              | Triatlón                 |
| 46  | Cote d'Ivoire (CIV)                                                             | Cote d'Ivoire                                                        | Costa de Marfil                                                 | Ibrahim Meité                 | Atletismo                |
| 47  | Croatia (CRO)                                                                   | Croatie                                                              | Croacia                                                         | Zoran Primorac                | Tenis de mesa            |
| 48  | Cuba (CUB)                                                                      | Cuba                                                                 | Cuba                                                            | Félix Savón                   | Boxeo                    |
| 49  | Cyprus (CYP)                                                                    | Chypre                                                               | Chipre                                                          | Antonakis Andreou             | Tiro                     |
| 50  | Czech Republic (CZE)                                                            | République Tchèque                                                   | República Checa                                                 | Martin Doktor                 | Piragüismo               |
| 51  | Democratic Republic of the Congo (COD)                                          | République Démocratique du Congo                                     | República Democrática del Congo                                 | Mwenze Kalombo                | Atletismo                |
| 52  | Denmark (DEN)                                                                   | Danemark                                                             | Dinamarca                                                       | Jesper Bank                   | Vela                     |
| 53  | Djibouti (DJI)                                                                  | Djibouti                                                             | Yibuti                                                          | Djama Robleh                  | Atletismo (no participa) |
| 54  | Dominica (DMA)                                                                  | Dominique                                                            | Dominica                                                        | Marcia Daniel                 | Atletismo                |
| 55  | Dominican Republic (DOM)                                                        | République Dominicaine                                               | República Dominicana                                            | Wanda Rijo                    | Halterofilia             |
| 56  | Ecuador (ECU)                                                                   | Équateur                                                             | Ecuador                                                         | Martha Tenorio                | Atletismo                |
| 57  | Egypt (EGY)                                                                     | Égypte                                                               | Egipto                                                          | Yahia Rashwan                 | Taekwondo                |
| 58  | El Salvador (ESA)                                                               | El Salvador                                                          | El Salvador                                                     | Eva Dimas                     | Halterofilia             |
| 59  | Equatorial Guinea (GEQ)                                                         | Guinée Équatoriale                                                   | Guinea Ecuatorial                                               | Éric Moussambani              | Natación                 |
| 60  | Eritrea (ERI)                                                                   | Érythrée                                                             | Eritrea                                                         | Nebiat Habtemariam            | Atletismo                |
| 61  | Estonia (EST)                                                                   | Estonie                                                              | Estonia                                                         | Tõnu Tõniste                  | Vela                     |
| 62  | Ethiopia (ETH)                                                                  | Éthiopie                                                             | Etiopía                                                         | Derartu Tulu                  | Atletismo                |
| 63  | Fiji (FIJ)                                                                      | Fidji                                                                | Fiyi                                                            | Tony Philp                    | Vela                     |
| 64  | Finland (FIN)                                                                   | Finlande                                                             | Finlandia                                                       | Olli Pekka Karjalainen        | Atletismo                |
| 65  | Former Yugoslav Republic of Macedonia (MKD)                                     | Ex-République Yougoslave de Macédonie                                | Ex República Yugoslava de Macedonia                             | Lazar Popovski                | Piragüismo               |
| 66  | France (FRA)                                                                    | France                                                               | France                                                          | David Douillet                | Judo                     |
| 67  | Gabon (GAB)                                                                     | Gabon                                                                | Gabón                                                           | Mélanie Engoang               | Judo                     |
| 68  | Gambia (GAM)                                                                    | Gambie                                                               | Gambia                                                          | Adama Njie                    | Atletismo                |
| 69  | Georgia (GEO)                                                                   | Géorgie                                                              | Georgia                                                         | Giorgi Asanidze               | Halterofilia             |
| 70  | Germany (GER)                                                                   | Allemagne                                                            | Alemania                                                        | Birgit Fischer                | Piragüismo               |
| 71  | Ghana (GHA)                                                                     | Ghana                                                                | Ghana                                                           | Kennedy Osei                  | Atletismo                |
| 72  | Great Britain (GBR)                                                             | Grande- Bretagne                                                     | Gran Bretaña                                                    | Matthew Pinsent               | Remo                     |
| 73  | Grenada (GRN)                                                                   | Grenade                                                              | Granada                                                         | Hazel-Ann Regis               | Atletismo                |
| 74  | Guam (GUM)                                                                      | Guam                                                                 | Guam                                                            | Melissa Lynn Fejeran          | Halterofilia             |
| 75  | Guatemala (GUA)                                                                 | Guatemala                                                            | Guatemala                                                       | Attila Solti                  | Tiro                     |
| 76  | Guinea (GUI)                                                                    | Guinée                                                               | Guinea                                                          | Joseph Loua                   | Atletismo                |
| 77  | Guinea-Bissau (GBS)                                                             | Guinée-Bissau                                                        | Guinea-Bisáu                                                    | Talata Embalo                 | Lucha                    |
| 78  | Guyana (GUY)                                                                    | Guyana                                                               | Guyana                                                          | Aliann Pompey                 | Atletismo                |
| 79  | Haiti HAI                                                                       | HaÏti                                                                | Haití                                                           | Nadine Faustin-Parker         | Atletismo                |
| 80  | Honduras (HON)                                                                  | Honduras                                                             | Honduras                                                        | Alejandro Castellanos         | Natación                 |
| 81  | Hong Kong, China (HKG)                                                          | Hong Kong, Chine                                                     | Hong Kong, China                                                | Fenella Ng                    | Remo                     |
| 82  | Hungary (HUN)                                                                   | Hongrie                                                              | Hungría                                                         | Rita Kőbán                    | Piragüismo               |
| 83  | Iceland (ISL)                                                                   | Islande                                                              | Islandia                                                        | Guðrún Arnardóttir            | Atletismo                |
| 84  | India (IND)                                                                     | Inde                                                                 | India                                                           | Leander Paes                  | Tenis                    |
| 85  | Indonesia (INA)                                                                 | Indonésie                                                            | Indonesia                                                       | Rexy Mainaky                  | Bádminton                |
| 86  | Islamic Republic of Iran (IRI)                                                  | République Islamique d'Iran                                          | República Islámica de Irán                                      | Amir Reza Khadem              | Lucha                    |
| 87  | Iraq (IRQ)                                                                      | Irak                                                                 | Irak                                                            | Bashar Mohammad Ali           | Jefe de Misión           |
| 88  | Ireland (IRL)                                                                   | Irlande                                                              | Irlanda                                                         | Sonia O'Sullivan              | Atletismo                |
| 89  | Israel (ISR)                                                                    | Israël                                                               | Israel                                                          | Rogel Nachum                  | Atletismo                |
| 90  | Italy (ITA)                                                                     | Italie                                                               | Italia                                                          | Carlton Myers                 | Baloncesto               |
| 91  | Jamaica (JAM)                                                                   | Jamaïque                                                             | Jamaica                                                         | Deon Hemmings                 | Atletismo                |
| 92  | Japan (JPN)                                                                     | Japon                                                                | Japón                                                           | Kosei Inoue                   | Judo                     |
| 93  | Jordan (JOR)                                                                    | Jordanie                                                             | Jordania                                                        | Princesa Haya                 | Deportes ecuestres       |
| 94  | Kazakhstan (KAZ)                                                                | Kazakhstan                                                           | Kazajistán                                                      | Yermajan Ibraimov             | Boxeo                    |
| 95  | Kenya (KEN)                                                                     | Kenya                                                                | Kenia                                                           | Kennedy Ochieng               | Atletismo                |
| 96  | Korea (KOR) Democratic People's Republic of Korea (PRK) Republic of Korea (KOR) | Corée République Démocratique Populaire de Corée République de Corée | Corea República Democrática Popular de Corea República de Corea | Pak Jung-chul Chung Eun-soon  | Oficial Baloncesto       |
| 97  | Kuwait (KUW)                                                                    | Koweit                                                               | Kuwait                                                          | Fawzi Al-Shammari             | Atletismo                |
| 98  | Kyrgyzstan (KGZ)                                                                | Kirghizistan                                                         | Kirguistán                                                      | Raatbek Sanatbayev            | Lucha                    |
| 99  | Lao People's Democratic Republic (LAO)                                          | République Démocratique Populaire Lao                                | República Democrática Popular Lao                               | Sisomphone Vongpharkdy        | Atletismo                |
| 100 | Latvia (LAT)                                                                    | Lettonie                                                             | Letonia                                                         | Voldemārs Lūsis               | Atletismo                |
| 101 | Lebanon (LIB)                                                                   | Liban                                                                | Líbano                                                          | Jean-Claude Rabbath           | Atletismo                |
| 102 | Lesotho (LES)                                                                   | Lesotho                                                              | Lesoto                                                          | Mokete Mokhosi                | Taekwondo                |
| 103 | Liberia (LBR)                                                                   | Liberia                                                              | Liberia                                                         | Kouty Mawenh                  | Atletismo                |
| 104 | Libyan Arab Jamahiriya (LBA)                                                    | Jamahiriya Arabe Libyenne                                            | Jamahiriya Árabe Libia                                          | Nizar Naeeli                  | Taekwondo                |
| 105 | Liechtenstein (LIE)                                                             | Liechtenstein                                                        | Liechtenstein                                                   | Oliver Geissmann              | Tiro                     |
| 106 | Lithuania (LTU)                                                                 | Lituanie                                                             | Lituania                                                        | Romas Ubartas                 | Atletismo                |
| 107 | Luxembourg (LUX)                                                                | Luxembourg                                                           | Luxemburgo                                                      | Lara Heinz                    | Natación                 |
| 108 | Madagascar (MAD)                                                                | Madagascar                                                           | Madagascar                                                      | Joseph-Berlioz Randriamihaja  | Atletismo                |
| 109 | Malawi (MAW)                                                                    | Malawi                                                               | Malaui                                                          | Francis Munthali              | Atletismo                |
| 110 | Malaysia (MAS)                                                                  | Malaisie                                                             | Malasia                                                         | Mirnawan Nawawi               | Hockey sobre césped      |
| 111 | Maldives (MDV)                                                                  | Maldives                                                             | Maldivas                                                        | Naseer Ismail                 | Atletismo                |
| 112 | Mali (MLI)                                                                      | Mali                                                                 | Malí                                                            | Brahima Guindo                | Judo                     |
| 113 | Malta (MLT)                                                                     | Malte                                                                | Malta                                                           | Laurie Pace                   | Judo                     |
| 114 | Mauritania (MTN)                                                                | Mauritanie                                                           | Mauritania                                                      | Sidi Mohamed Ould Bidjel      | Atletismo                |
| 115 | Mauritius (MRI)                                                                 | Maurice                                                              | Mauricio                                                        | Michael Macaque               | Boxeo                    |
| 116 | Mexico (MEX)                                                                    | Mexique                                                              | México                                                          | Fernando Platas               | Clavados                 |
| 117 | Federated States of Micronesia (FSM)                                            | États Fédérés de Micronésie                                          | Estados Federados de Micronesia                                 | Manuel Minginfel              | Halterofilia             |
| 118 | Republic of Moldova (MDA)                                                       | République de Moldova                                                | República de Moldavia                                           | Vadim Vacarciuc               | Halterofilia             |
| 119 | Monaco (MON)                                                                    | Monaco                                                               | Mónaco                                                          | Thierry Vatrican              | Judo                     |
| 120 | Mongolia (MGL)                                                                  | Mongolie                                                             | Mongolia                                                        | Badmaanyambuuguiin Bat-Erdene | Judo                     |
| 121 | Morocco (MAR)                                                                   | Maroc                                                                | Marruecos                                                       | Adil Belgaid                  | Judo                     |
| 122 | Mozambique (MOZ)                                                                | Mozambique                                                           | Mozambique                                                      | Jorge Duvane                  | Atletismo                |
| 123 | Myanmar (MYA)                                                                   | Myanmar                                                              | Myanmar                                                         | Maung Maung Nge               | Atletismo                |
| 124 | Namibia (NAM)                                                                   | Namibie                                                              | Namibia                                                         | Paulus Ali Nuumbembe          | Boxeo                    |
| 125 | Nauru (NRU)                                                                     | Nauru                                                                | Nauru                                                           | Marcus Stephen                | Halterofilia             |
| 126 | Nepal (NEP)                                                                     | Népal                                                                | Nepal                                                           | Chitra Bahadur Gurung         | Natación                 |
| 127 | Netherlands (NED)                                                               | Pays-Bas                                                             | Países Bajos                                                    | Anky van Grunsven             | Deportes ecuestres       |
| 128 | Netherlands Antilles (AHO)                                                      | Antilles Néerlandaises                                               | Antillas Neerlandesas                                           | Cor van Aanholt               | Vela                     |
| 129 | New Zealand (NZL)                                                               | Nouvelle-Zélande                                                     | Nueva Zelanda                                                   | Blyth Tait                    | Deportes ecuestres       |
| 130 | Nicaragua (NCA)                                                                 | Nicaragua                                                            | Nicaragua                                                       | Walter Martínez               | Tiro                     |
| 131 | Niger (NIG)                                                                     | Niger                                                                | Niger                                                           | Mamane Sani Ali               | Atletismo                |
| 132 | Nigeria (NGR)                                                                   | Nigeria                                                              | Nigeria                                                         | Sunday Bada                   | Atletismo                |
| 133 | Norway (NOR)                                                                    | Norvège                                                              | Noruega                                                         | Vebjørn Rodal                 | Atletismo                |
| 134 | Oman (OMA)                                                                      | Oman                                                                 | Omán                                                            | Mohamed Amer Al-Malky         | Atletismo                |
| 135 | Pakistan (PAK)                                                                  | Pakistan                                                             | Pakistán                                                        | Ahmed Alam                    | Hockey sobre césped      |
| 136 | Palau (PLW)                                                                     | Palaos                                                               | Palaos                                                          | Valerie Pedro                 | Halterofilia             |
| 137 | Palestine (PLE)                                                                 | Palestine                                                            | Palestina                                                       | Ramy Deeb                     | Atletismo                |
| 138 | Panama (PAN)                                                                    | Panama                                                               | Panamá                                                          | Eileen Coparropa              | Natación                 |
| 139 | Papua New Guinea (PNG)                                                          | Papouasie-Nouvelle-Guinée                                            | Papúa Nueva Guinea                                              | Xenia Peni                    | Natación                 |
| 140 | Paraguay (PAR)                                                                  | Paraguay                                                             | Paraguay                                                        | Nery Kennedy                  | Atletismo                |
| 141 | Peru (PER)                                                                      | Pérou                                                                | Perú                                                            | Rosa García                   | Voleibol                 |
| 142 | Philippines (PHI)                                                               | Philippines                                                          | Filipinas                                                       | Donald Geisler                | Taekwondo                |
| 143 | Poland (POL)                                                                    | Pologne                                                              | Polonia                                                         | Andrzej Wroński               | Lucha                    |
| 144 | Portugal (POR)                                                                  | Portugal                                                             | Polonia                                                         | Miguel Maia                   | Vóley playa              |
| 145 | Puerto Rico (PUR)                                                               | Porto Rico                                                           | Puerto Rico                                                     | Enrique Figueroa              | Vela                     |
| 146 | Qatar (QAT)                                                                     | Qatar                                                                | Catar                                                           | Ibrahim Ismail Muftah         | Atletismo                |
| 147 | Romania (ROM)                                                                   | Roumanie                                                             | Rumania                                                         | Elisabeta Lipă                | Remo                     |
| 148 | Russian Federation (RUS)                                                        | Fédération de Russie                                                 | Rusia                                                           | Andréi Lavrov                 | Balonmano                |
| 149 | Rwanda (RWA)                                                                    | Rwanda                                                               | Ruanda                                                          | Pierre Karemera               | Oficial                  |
| 150 | Saint Kitts & Nevis (SKN)                                                       | Saint-Kitts-et-Nevis                                                 | San Cristóbal y Nieves                                          | Kim Collins                   | Atletismo                |
| 151 | Saint Lucia (LCA)                                                               | Sainte-Lucie                                                         | Santa Lucia                                                     | Dominic Johnson               | Atletismo                |
| 152 | Saint Vincent & the Grenadines (VIN)                                            | Saint-Vincent-et-les-Grenadines                                      | San Vicente y las Granadinas                                    | Pamenos Ballantyne            | Atletismo                |
| 153 | Samoa (SAM)                                                                     | Samoa                                                                | Samoa                                                           | Pauga Lalau                   | Boxeo                    |
| 154 | San Marino (SMR)                                                                | Saint-Marin                                                          | San Marino                                                      | Emanuela Felici               | Tiro                     |
| 155 | Sao Tome & Principe (STP)                                                       | Sao Tomé-et-Principe                                                 | Santo Tomé y Príncipe                                           | Naide Gomes                   | Atletismo                |
| 156 | Saudi Arabia (KSA)                                                              | Arabie Saoudite                                                      | Arabia Saudita                                                  | Khaled Al-Dosari              | Taekwondo                |
| 157 | Senegal (SEN)                                                                   | Sénégal                                                              | Senegal                                                         | Mame Tacko Diouf              | Atletismo                |
| 158 | Seychelles (SEY)                                                                | Seychelles                                                           | Seychelles                                                      | Benjamín Lo-Pinto             | Natación                 |
| 159 | Sierra Leone (SLE)                                                              | Sierra Leone                                                         | Sierra Leona                                                    | Ekundayo Williams             | Atletismo                |
| 160 | Singapore (SIN)                                                                 | Singapour                                                            | Singapur                                                        | Joscelin Yeo                  | Natación                 |
| 161 | Slovakia (SVK)                                                                  | Slovaquie                                                            | Eslovaquia                                                      | Slavomír Kňazovický           | Piragüismo               |
| 162 | Slovenia (SLO)                                                                  | Slovenie                                                             | Eslovenia                                                       | Iztok Čop                     | Remo                     |
| 163 | Solomon Islands (SOL)                                                           | Îles Salomon                                                         | Islas Salomón                                                   | Primo Higa                    | Atletismo                |
| 164 | Somalia (SOM)                                                                   | Somalie                                                              | Somalia                                                         | Ibrahim Mohamed Aden          | Atletismo                |
| 165 | South Africa (RSA)                                                              | Afrique du Sud                                                       | Sudáfrica                                                       | Hezekiél Sepeng               | Atletismo                |
| 166 | Spain (ESP)                                                                     | Espagne                                                              | España                                                          | Manel Estiarte                | Waterpolo                |
| 167 | Sri Lanka (SRI)                                                                 | Sri Lanka                                                            | Sri Lanka                                                       | Damayanthi Dharsha            | Atletismo                |
| 168 | Sudan (SUD)                                                                     | Soudan                                                               | Sudan                                                           | Mahmoud Kieno                 | Jefe de Misión           |
| 169 | Suriname (SUR)                                                                  | Suriname                                                             | Surinam                                                         | Letitia Vriesde               | Atletismo                |
| 170 | Swaziland (SWZ)                                                                 | Swaziland                                                            | Suazilandia                                                     | Musa Simelane                 | Boxeo                    |
| 171 | Sweden (SWE)                                                                    | Suède                                                                | Suecia                                                          | Anna Olsson                   | Piragüismo               |
| 172 | Switzerland (SUI)                                                               | Suisse                                                               | Suiza                                                           | Thomas Frischknecht           | Ciclismo                 |
| 173 | Syrian Arab Republic (SYR)                                                      | République Arabe Syrienne                                            | República Árabe Siria                                           | Moutassem Ghotouq             | Jefe de Misión           |
| 174 | Chinese Taipei (TPE)                                                            | Chinese Taipei                                                       | China Taipéi                                                    | Chiang Peng-lung              | Tenis de mesa            |
| 175 | Tajikistan (TJK)                                                                | Tadjikistan                                                          | Tayikistán                                                      | Khurshed Hasanov              | Boxeo                    |
| 176 | United Republic of Τanzania (TAN)                                               | République-Unie de Tanzanie                                          | República Unida de Tanzania                                     | Restituta Joseph              | Atletismo                |
| 177 | Τhailand (THA)                                                                  | Thaïlande                                                            | Tailandia                                                       | Somluck Kamsing               | Boxeo                    |
| 178 | Τogo (TOG)                                                                      | Togo                                                                 | Togo                                                            | Kouai Sacha Denanyoh          | Judo                     |
| 179 | Τonga (TGA)                                                                     | Tonga                                                                | Tonga                                                           | Ana Siulolo Liku              | Atletismo                |
| 180 | Τrinidad & Τοbago (TRI)                                                         | Trinité-et-Tobago                                                    | Trinidad y Tobago                                               | Ato Boldon                    | Atletismo                |
| 181 | Τunisia (TUN)                                                                   | Tunisie                                                              | Túnez                                                           | Omrane Ayari                  | Lucha                    |
| 182 | Τurkey (TUR)                                                                    | Turquie                                                              | Turquía                                                         | Hamza Yerlikaya               | Lucha                    |
| 183 | Τurkmenistan (TKM)                                                              | Turkménistan                                                         | Turkmenistán                                                    | Chary Mamedov                 | Atletismo                |
| 184 | Uganda (UGA)                                                                    | Ouganda                                                              | Uganda                                                          | Muhamed Kizito                | Boxeo                    |
| 185 | Ukraine (UKR)                                                                   | Ukraine                                                              | Ucrania                                                         | Yevhen Braslavets             | Vela                     |
| 186 | United Arab Emirates (UAE)                                                      | Émirats Arabes Unis                                                  | Emiratos Árabes Unidos                                          | Saeed Al-Maktoum              | Tiro                     |
| 187 | United States of America (USA)                                                  | États-Unis d'Amérique                                                | Estados Unidos de América                                       | Cliff Meidl                   | Piragüismo               |
| 188 | Uruguay (URU)                                                                   | Uruguay                                                              | Uruguay                                                         | Mónica Falcioni               | Atletismo                |
| 189 | Uzbekistan (UZB)                                                                | Ouzbékistan                                                          | Uzbekistán                                                      | Mahammatkodir Abdullaev       | Boxeo                    |
| 190 | Vanuatu (VAN)                                                                   | Vanuatu                                                              | Vanuatu                                                         | Mary-Estelle Kapalu           | Atletismo                |
| 191 | Venezuela (VEN)                                                                 | Venezuela                                                            | Venezuela                                                       | Adriana Carmona               | Taekwondo                |
| 192 | Vietnam (VIE)                                                                   | Viêt Nam                                                             | Vietnam                                                         | Trương Ngọc Để                | Jefe de Misión           |
| 193 | Virgin Islands (ISV)                                                            | Îles Vierges                                                         | Islas Vírgenes de los Estados Unidos                            | Ameerah Bello                 | Atletismo                |
| 194 | Υemen (YEM)                                                                     | Yémen                                                                | Yemen                                                           | Basheer Al-Khewani            | Atletismo                |
| 195 | Yugoslavia (YUG)                                                                | Yougoslavie                                                          | Yugoslavia                                                      | Vladimir Grbić                | Voleibol                 |
| 196 | Ζambia (ZAM)                                                                    | Zambie                                                               | Zambia                                                          | Samuel Matete                 | Atletismo                |
| 197 | Ζimbabwe (ZIM)                                                                  | Zimbabwe                                                             | Zimbabue                                                        | Philip Mukomana               | Atletismo                |
| 198 | Individual Olympic Athletes (IOA)                                               | Athlètes Olympiques Individuels                                      | Atletas Olímpicos Individuales                                  | Victor Ramos                  | Boxeo                    |
| 199 | Αustralia (AUS)                                                                 | Australie                                                            | Australia                                                       | Andrew Gaze                   | Baloncesto               |

Durante el desfile desfile de los atletas, la «Olympic Band» interpretó diversos temas musicales divididos en tres grupos, las 28 delegaciones más grandes, las delegaciones pequeñas y el equipo olímpico de Australia. Estos temas fueron:

##### Delegaciones grandes
- Argentina (Argentina) - «La cumparsita»
- Belarus (Bielorrusia) - «Derevensky vais I polka»
- Brazil (Brasil) - «Aquarela do Brasil»
- Bulgaria (Bulgaria) - «Na Megdana»
- Canada (Canadá) - «Up Country Jig»
- China (China) - «Liu Yao Jin»
- Cuba (Cuba) - «Guantanamera»
- Czech Republic (República Checa) - «Danzas eslavas»
- Denmark (Dinamarca) - «Fest-praeludium»
- France (Francia) - Popurrí de «Los miserables»
- Germany (Alemania) - «Schützenliesel»
- Great Britain (Gran Bretaña) - «Pompa y circunstancia»
- Hungary (Hungría) - «Marcha Radetzky»
- Italy (Italia) - Marcha de «Aida»
- Japan (Japón) - «Sakura»
- Korea (Corea) - «Arirang»
- Mexico (México) - «Jarabe tapatío»
- Netherlands (Países Bajos) - «Hollandse Klompedansen»
- New Zealand (Nueva Zelanda) - «Pokarekare»
- Norway (Noruega) - «En la gruta del rey de la montaña»
- Poland (Polonia) - «Karolinka»
- Romania (Rumania) - «Batuta de Dragaia»
- Russian Federation (Rusia) - «Sher Ruso»
- South Africa (Sudáfrica) - «Siyahamba»
- Spain (España) - «Amparito Roca»
- Sweden (Suecia) - «The Winner Takes It All»
- Ukraine (Ucrania) - «Arkan»
- United States of America (Estados Unidos de América) - «Born in the U.S.A.» y «The Stars and Stripes Forever»

##### Delegaciones pequeñas
- «March of the Olympians»
- «Procesión de los Nobles»
- «The Warriors»
- «Olympic Fanfare & Theme»
- «Bugler's Dream»
- «Chariots of Fire»
- Cadencias de percusión

##### Equipo olímpico australiano
- «Down Under»
- «Along the Road to Gundagai»
- «Click Go the Shears»
- «Tie Me Kangaroo Down, Sport»
- «I am Australian»
- «Waltzing Matilda»

### «Dare to Dream» - 22:29 (AEDT)
Dos cantantes mundialmente conocidos como lo son John Farnham y Olivia Newton-John, hicieron su entrada para interpretar la canción «Dare to Dream» mientras estos caminaban entre los atletas participantes de los juegos. Esta canción fue creada especialmente para esta ocasión por los premiados compositores Paul Begaud, Vanessa Corish, y Wayne Tester. Cabe mencionar que tanto Begaud como Corish son nacidos y criados en Sídney.

### Discursos de bienvenida - 22:34 (AEDT)
Después de una breve fanfarria compuesta por David Stanhope, suben al escenario para emitir sus discursos, el Ministro encargado de los Juegos Olímpicos y presidente del Comité Organizador de los Juegos Olímpicos de Sídney (SOCOG), Michael Knight, junto al presidente del Comité Olímpico Internacional, Juan Antonio Samaranch.
En primer lugar, Michael Knight se dirigió al publico asistente con el siguiente discurso:

(Traducido del Inglés)
«Esta noche, damos la bienvenida a los mejores atletas del mundo y sus seguidores a Sídney, Australia.
La entusiasta recepción de la multitud esta noche expresa más elocuentemente que cualquier palabra, los sentimientos que los australianos tienen por los atletas del mundo. Por supuesto, la multitud aclama con más fuerza al equipo local, como lo hará en la competición deportiva. Pero hay espacio en nuestros corazones para apoyarlos a todos, vengan de donde vengan.
Los australianos amamos el deporte, y admiramos la extraordinaria destreza y el valor, honramos sus sacrificios y lucha, su dedicación y compromiso. Por eso, desde los primeros días de la candidatura, hemos prometido poner en primer lugar las necesidades de los atletas, ustedes son las estrellas de este espectáculo. Si el equipo organizador que dirijo no hubiese hecho bien su trabajo, no hubiesen tenido noticias nuestras durante los próximos dieciséis días.
Los Juegos le pertenecen a los atletas, esta noche le pertenece a los atletas, este es su momento. ¡Disfrútenlo!.

Y ahora tengo el placer de invitar al presidente del COI, y buen amigo de Sídney, el Sr. Juan Antonio Samaranch a dirigirse ante ustedes.»

A continuación, Juan Antonio Samaranch se dirigió al publico con el siguiente discurso:

(Traducido del Inglés)
«G'Day(Buen día), Sídney, G'Day(Buen día), Australia.
Sí, los Juegos Olímpicos han vuelto al «Down Under».
Esta noche, nos hemos reunido para celebrar los juegos del nuevo milenio, «los juegos de los atletas», una tradición única que remonta sus orígenes a la antigua Olimpia, hace más de 2.500 años.
Bienvenidos los atletas del mundo, bienvenidas las 28 federaciones deportivas internacionales y los 199 comités olímpicos nacionales. Nuestra gratitud al pueblo y al gobierno de Australia, de Nueva Gales del Sur, de Sídney y de todas las demás comunidades implicadas, por su amistosa acogida y su hospitalidad.
A Sídney 2000, también por la excelente preparación de los juegos, al comité olímpico australiano, por su dedicación al olimpismo, a los miles de voluntarios, por su excepcional servicio. Ustedes, los voluntarios, han hecho posibles los juegos. ¡Gracias!..
A los medios de comunicación, por su contribución en la presentación de los juegos al mundo, y también a nuestros socios y patrocinadores por su apoyo y por creer en los ideales olímpicos. Y también a todos ustedes, espectadores amantes del deporte, y telespectadores de todo el mundo... Buenos días España.
Y por último, me gustaría expresar nuestro respeto a aquellos que han hecho de Australia lo que es hoy, un gran país. Con un homenaje especial a los aborígenes e isleños del Estrecho de Torres.
Los Juegos Olímpicos son únicos, unifican a hombres de todos los orígenes y credos. La contribución del deporte para el entendimiento y la unidad de nuestra sociedad es extraordinaria. El deporte y el movimiento olímpico son también una parte esencial de la educación, la cual es la verdadera riqueza de cualquier país del mundo.
(Traducido del Francés)
Todo el movimiento olímpico está aquí para rendir homenaje a Grecia. Cuna del olimpismo y de los Juegos Olímpicos en una tradición que se remonta a más de 25 siglos. También queremos honrar la memoria del francés Pierre de Coubertin, fundador de los Juegos Olímpicos modernos.
Buena suerte a todos los atletas del mundo.
(Traducido del Inglés)
A todos los atletas del mundo. ¡¡Buena suerte!!.
También, me gustaría dar las gracias a Dawn Fraser por estar conmigo esta noche.

Y ahora, tengo el alto honor de invitar al gobernador general de Australia, a proclamar los juegos de la XXVII Olimpiada, los juegos del nuevo milenio, abiertos.»

Finalmente los juegos son oficialmente abiertos por el gobernador general de Australia, Sir Wiiliam Deane, con las siguientes palabras:

«Declaro abiertos los juegos de Sídney, que celebran la XXVII Olimpiada de la era moderna»

Esta fue la primera vez donde unos Juegos Olímpicos de Verano celebrados en un reino de la Mancomunidad de Naciones, no fueron abiertos por el monarca del Reino Unido o algún miembro de la familia real británica, aunque esta esta fue la segunda ocasión si se cuenta la apertura de los juegos de invierno de Calgary 1988. Originalmente el SOCOG y el COI dieron luz verde para que los juegos fuesen abiertos por el entonces primer ministro de Australia, John Howard. Sin embargo, en noviembre de 1999, este cambió de opinión y le sugirió al COI que el gobernador general de Australia podría ser quien abriese los juegos. Howard dijo que esto se debía a «la preocupación de que su apertura de los Juegos Olímpicos, podría convertirse en una cuestión de política partidista». Esto ocurrió pocos días después de que se conocieran los resultados del Referéndum republicano de Australia de 1999.

### «Heroes Live Forever», bandera y juramento olímpico - 22:41 (AEDT)
Posterior a la apertura oficial de los juegos, la estrella pop australiana Vanessa Amorosi (que en aquel entonces tenía 19 años), cantó «Heroes Live Forever», tema que rinde tributo al legado dejado por las estrellas del deporte mundial a través del tiempo. La canción fue compuesta por John Gillard y Trevor White. Durante su interpretación, una enorme bandera blanca del tamaño del campo de juego pasó por encima del público en la tribuna sur, esta fue descendiendo con el apoyo de una multitud de voluntarios. Mientras esto ocurría, sobre la bandera fueron proyectadas imágenes de leyendas del deporte, cuando esta iba cubriendo a los atletas, se proyectó una paloma de la paz, seguida de los anillos olímpicos. Esta sección quiso recrear un emblemático momento de la ceremonia de apertura de los Juegos Olímpicos de Barcelona 1992, cuando una gran bandera olímpica cubrió a los atletas.
A continuación, ocho antiguos campeones olímpicos australianos hicieron su entrada portando la bandera olímpica, estos hicieron un recorrido por la pista del campo de juego hasta el asta ceremonial donde sería izada.

##### Portadores de la bandera olímpica
- Bill Roycroft
- Murray Rose
- Liane Tooth
- Gillian Rolton
- Marjorie Jackson
- Lorraine Crapp
- Michael Wenden
- Nick Green

Tras culminar su recorrido, los ocho atletas entregaron la bandera a ocho miembros de la Guardia de la Federación de Australia, quienes finalmente la portaron e izaron. Durante el izado de la bandera olímpica, el Himno Olímpico fue cantado en su idioma original (griego) por el Coro del Milenio de la Arquidiócesis Ortodoxa Griega de Australia, reflejando el hecho de que Australia tiene una de las mayores comunidades de inmigrantes griegos en el mundo.
Los juramentos olímpicos fueron pronunciados por la entonces capitana de la selección femenina de hockey sobre hierba de Australia, Rechelle Hawkes, en nombre de los atletas, y por el árbitro australiano de waterpolo, Peter Kerr, en nombre de los oficiales. Cabe mencionar que el juramento de los jueces fue pronunciado de manera diferente a la que estaba planificado.

"En nombre de todos los competidores, prometo que participaremos en estos Juegos Olímpicos, respetando y cumpliendo las reglas que los gobiernan, comprometiéndonos a un deporte sin dopaje y sin drogas, con verdadero espíritu deportivo, por la gloria del deporte y el honor de nuestros equipos".
Traducción del inglés - Juramento de los atletas por Rechelle Hawkes

"En nombre de todos los jueces y oficiales, prometo que oficiaremos en estos Juegos Olímpicos, respetando y cumpliendo las reglas de estos juegos, con verdadero espíritu deportivo".
Traducción del inglés - Juramento de los oficiales por Peter Kerr

##### Créditos
- Director: David Atkins
- Diseñador: Eamon D'Arcy
- Coreógrafo: Doug Jack

### «The Flame» y encendimiento del pebetero olímpico - 22:57 (AEDT)

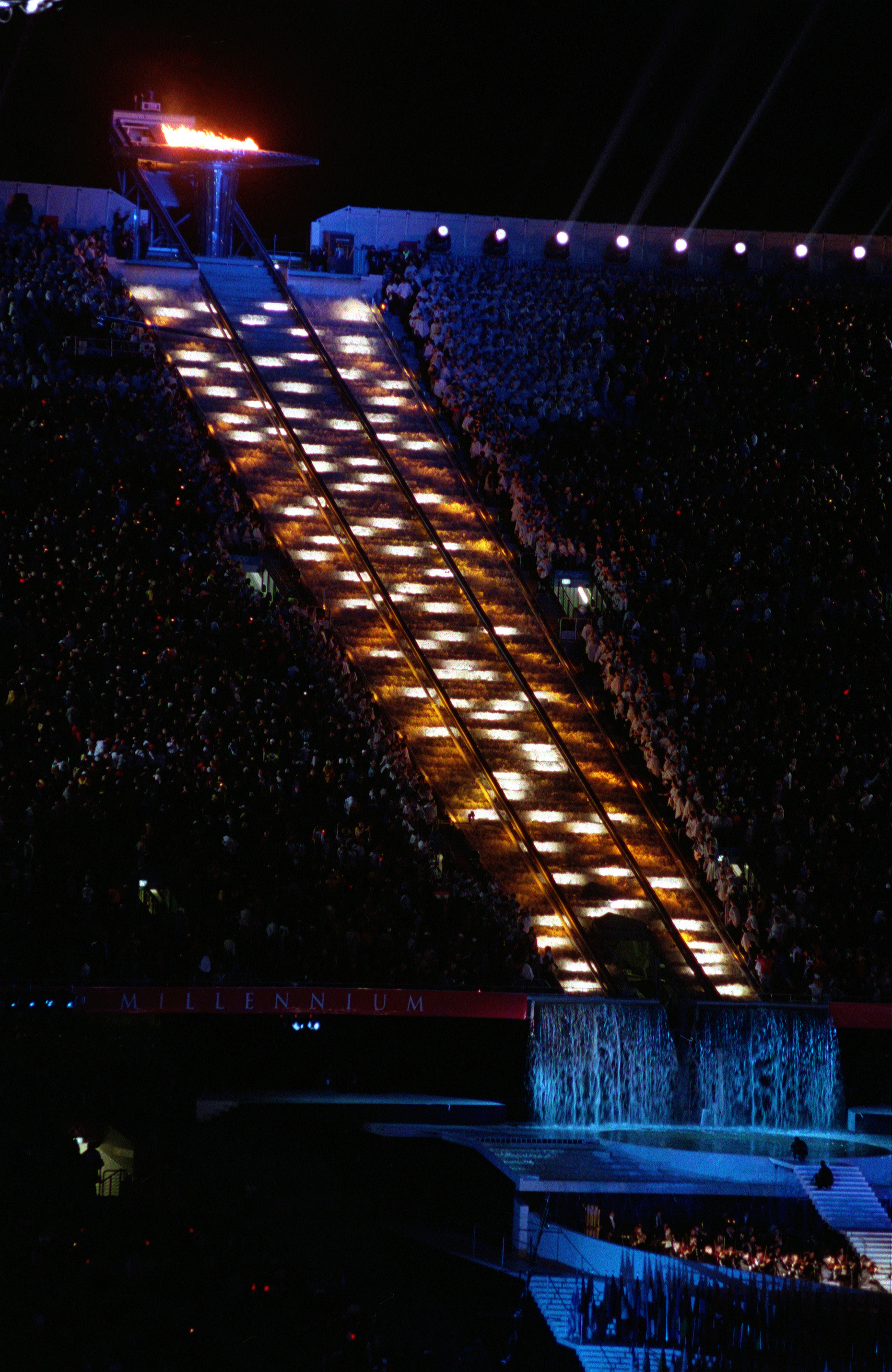
El pebetero olímpico en lo más alto de la tribuna norte para ser elevado a su posición final

Por primera vez en la historia olímpica reciente, la ceremonia de apertura concluye con el encendimiento del pebetero olímpico. Tina Arena, junto a 100 niños del Coro infantil de Sídney intepretaron «The Flame», mientras que en las pantallas del estadio se iban mostrando algunos momentos destacados del recorrido de la antorcha olímpica. Poco antes del final de la canción, se muestra al campeón olímpico australiano Herb Elliott mientras va acercándose al estadio.
A continuación, y para celebrar el centenario de la participación femenina en los Juegos Olímpicos, siete mujeres medallistas olímpicas de Australia fueron seleccionadas para ser la últimas portadoras de la antorcha Olímpica:
- Betty Cuthbert - Atletismo - 4 oros (1956, 1960 y 1964)[47]
- Raelene Boyle - Atletismo - 3 platas (1968, 1972 y 1976)[47]
- Dawn Fraser - Natación - 4 oros y 4 platas (1956, 1960 y 1964)[51]
- Shirley Strickland de la Hunty - Atletismo - 3 oros, 1 plata y 3 bronces (1948, 1952 y 1956)[51]
- Shane Gould - Natación - 3 oros, 1 plata y 1 bronce (1972)[47]
- Debbie Flintoff-King - Atletismo - 1 oro (1984 y 1988)[51]
- Cathy Freeman - Atletismo - 1 oro (obtenido en estos juegos) y 1 plata (1996 y 2000)[52]

Flintoff-King fue la última portadora de la antorcha que recorrió el campo antes de entregársela a Freeman. A continuación, Freeman subió por una serie de escaleras en dirección a un espejo de agua circular, esta se acerco al centro del agua, donde encendió el pebetero que estaba a sus pies formando un anillo de fuego. Entonces el pebetero ascendió desde el agua quedando sobre la cabeza de Freeman, para posteriormente ser elevado a través de una larga cascada y finalmente quedar posado sobre un pedestal de color plateado en la parte más alta de la tribuna norte del estadio, dando por concluida la ceremonia con un espectáculo pirotécnico. Después de Enriqueta Basilio en México 1968, Sandra Henderson en Montreal 1976 y Sohn Mi-chung en Seúl 1988, Cathy Freeman se convirtió en la cuarta mujer y primera aborigen en encender el pebetero en los Juegos Olímpicos de Verano.
El punto cúlmine que estaba previsto para la ceremonia tuvo un retraso debido a un fallo técnico de un sensor final de carrera que estaba averiado, lo que también cortó el cable de comunicaciones para anular al sensor averiado. Esto hizo que la llama olímpica quedara suspendida en el aire durante casi cuatro minutos, en lugar de subir inmediatamente por la cascada hasta la parte más alta del estadio. En entrevistas posteriores a la ceremonia, los organizadores declararon que cuando se descubrió la causa del problema, los ingenieros anularon el sensor que daba error y el pebetero pudo continuar con su recorrido. 20 años después, algunos ingenieros declararon que la solución fue mediante una señal de radio de respaldo en el pebetero. Además, los tanques de gas del pebetero estaban casi vacíos antes que este fuese conectado al suministro principal de gas, sumado a que las linternas con la llama de respaldo estaban perdidas, llegando a la suposición que estas fueron robadas.

##### Créditos
- Concepto: Ric Birch y Michael Scott-Mitchell
- Diseñador del pebetero: Michael Scott-Mitchell
- Director: Richard Wherrett

## Música
Gran parte de la música que sonó durante la ceremonia, fue compilada en un álbum el cual trae 18 de los temas musicales interpretados, fue lanzado al público el día 18 de septiembre de 2000, tres días después de que la ceremonia se llevara a cabo.

## Recepción
La ceremonia recibió muchas reacciones positivas por parte de los medios de comunicación locales. El presidente del COI, Juan Antonio Samaranch, consideró que había sido una ceremonia inaugural exitosa, dándole una calificación de 10 sobre 10. El entonces primer ministro de Nueva Gales del Sur, Bob Carr, afirmó unos días después de la ceremonia, que «quizá haya sido la obra de arte más importante jamás realizada en la historia de Australia». El Sydney Morning Herald dijo: «Fue audaz. Fue digna. Fue ingeniosa. Fue impresionante en su teatralidad a gran escala». El periodista Peter FitzSimons afirmó que el ambiente en el estadio aquella noche fue electrizante y apuntó que la sección artística «fue un colorido y colosal caleidoscopio a toda marcha, con los botones culturales de Australia siendo tocados como si fuesen las teclas de un piano en las manos de un maestro». El Sunday Telegraph la describió como un «momento realmente grandioso» de la historia australiana, y añadió que el segmento «Awakening» fue «una declaración a nivel global de que Australia reconocía a sus pueblos originarios y se preocupaba por su futuro, a la vez que sentía un considerable pesar, incluso sufrimiento por el pasado». John Lombard, de ABC News, señaló que el hecho de que Cathy Freeman fuese la atleta que encendió el pebetero fue un gran acierto, dado por la carga simbólica adicional de que muchas mujeres blancas nacidas en Australia le pasaran la antorcha a una atleta aborigen «dio en el clavo».
La reacción de la prensa extranjera también fue muy positiva; The New York Times también tuvo presente los temas relacionados con la reconciliación, especialmente por el clima político en ese entonces. Shekhar Bhatia, del Daily Express londinense, describió a Nikki Webster como «la estrella de la ciudad y una sensación a nivel global». El Daily Telegraph de Londres lo indicó como un «espectáculo de cuatro horas que debe calificarse como un éxito rotundo». La única crítica negativa de la que se informó en su momento fue la del Washington Post, donde Sally Jenkins describió la ceremonia como tradicional, cara y demasiado larga; como algo que «una banda itinerante de perros salvajes no podría curar». Sin embargo, afirmó que el encendido del pebetero «casi hacía valer el precio de la entrada» dado su simbolismo por la reconciliación de la nación.

## Legado
Uno de los temas principales de esta ceremonia fue la reconciliación entre Australia y su pasado aborigen. En los años previos a los Juegos Olímpicos, la reconciliación se estaba convirtiendo en un tema central, tanto en lo social, como en lo político, en especial tras la publicación del informe «Bringing Them Home». En la guía de la ceremonia destinada para los medios de comunicación, el autor señala que cuatro meses antes de esta, durante el acto para la reconciliación «Corroboree 2000», 250 000 australianos de todas las procedencias cruzaron a pie el puente de la bahía de Sídney como apoyo al reconocimiento de los errores cometidos en el pasado contra los pueblos pertenecientes a las primeras naciones de Australia. El segmento «Awakening»(Despertar) se consideró un segmento clave de la ceremonia, al poder mostrar durante más de 11 minutos la danza y la música aborigen en su propio contexto, de forma profunda y significativa. Birch señaló anecdóticamente que en los años posteriores a la ceremonia. se produjo un aumento en los estudios relacionados al legado de las primeras naciones australianas en los planes de estudio de las escuelas públicas de Nueva Gales del Sur. En eventos deportivos posteriores que tuvieron lugar en Australia, tales como los Juegos de la Mancomunidad de 2006 y los Juegos de la Mancomunidad de 2018, se desarrollaron segmentos similares para sus respectivas ceremonias de apertura, señalando particularmente el segundo caso, en donde se desarrolló con una visión de la historia de Australia desde el punto de vista de los pueblos originarios del estado de Queensland.
En noviembre de 2000, las imágenes de la señal oficial de los juegos, en donde Cathy Freeman aparece encendiendo el pebetero, fueron declaradas como «la imagen deportiva del año» y ganaron un «Podium de Oro» en Sportel, una importante convención internacional sobre el deporte en la televisión, la cual se celebra anualmente en Mónaco. En la primera edición de los premios Helpmann, la ceremonia fue galardonada en las categorías de «mejor evento/actuación especial», «mejor diseño de sonido», «mejor diseño de vestuario» por el utilizado durante el segmento «Deep Sea Dreaming»(Sueño del Mar Profundo) y «mejor diseño escénico» por el segmento «Awakening (Despertar)».
La Unidad de Artes del Departamento de Educación de Nueva Gales del Sur desempeñó un papel importante al permitirle a los alumnos de educación primaria y secundaria de toda Nueva Gales del Sur, la oportunidad de ser partícipe en las ceremonias olímpicas. La «Sydney 2000 Olympic Band» sigue siendo un conjunto formado entre las instituciones públicas de educación secundaria en Nueva Gales del Sur. Denominada ahora «NSW Public Schools Millennium Marching Band», esta banda de marcha actúa en eventos de gran escala y que son televisados tanto en Australia como en el extranjero. El conjunto más pequeño (formado por unos 100 miembros) viajó a Pekín para la Universiada de verano de 2001 y los Juegos Olímpicos de 2008, también hizo una gira por Estados Unidos en 2015, donde actuó en San Francisco, Seattle y Los Ángeles. El coro Sing 2001 continuó actuando en grandes eventos después de los juegos de Sídney, destacando su participación en la celebración el centenario de la Federación de Australia en 2001.

## Dignatarios
Comité Olímpico Internacional
- : COI
  - Presidente Juan Antonio Samaranch y miembros del COI.

La esposa de Juan Antonio Samaranch, María Teresa Salisachs, se encontraba seriamente afectada por un cáncer y no tuvo la capacidad de acompañar a su marido durante los Juegos Olímpicos (falleció al día siguiente de la ceremonia). Por este motivo, Samaranch invitó a la ex nadadora australiana y campeona olímpica, Dawn Fraser, para que lo acompañara durante la ceremonia. Fraser le fue explicando algunas de las referencias culturales que aparecieron en la sección artística.
Dignitarios de organizaciones internacionales
- : Organización de las Naciones Unidas
  - Secretario General Kofi Annan
- : Mancomunidad de Naciones
  - Secretario General Don McKinnon

Dignitarios nacionales
- : Australia
  - Gobernador general de Australia Sir William Deane y su esposa Helen Deane
  - Primer ministro de Australia John Howard y su esposa Janette Howard
  - Primer ministro de Nueva Gales del Sur Bob Carr
  - Presidente del SOCOG Michael Knight
  - Ex Primer Ministro Gough Whitlam
  - Ex Primer Ministro Sir John Gorton[19]

Dignatarios extranjeros
- : Bélgica
  - Principe Felipe y su esposa la Princesa Matilde (en representación del Rey de los belgas)[67]
- : Canadá
  - Gobernadora general de Canadá Adrienne Clarkson
- : Dinamarca
  - Principe consorte Enrique
  - Principe Federico
  - Príncipe Joaquín (en representación de la Reina de Dinamarca)[68]
- : Estados Unidos de América
  - Primera hija Chelsea Clinton,[19]
  - Secretaria de Salud y Servicios Humanos Donna Shalala
  - Director de la Oficina de la Política Nacional para el Control de Drogas Barry McCaffrey
- : Luxemburgo
  - Gran duque Juan
- : Mónaco
  - Principe Alberto (en representación del Principe de Mónaco)
- : Nueva Zelanda
  - Gobernador general de Nueva Zelanda Michael Hardie Boys[69]
- : Palaos
  - Presidente Johnson Toribiong
- : Reino Unido
  - Princesa Ana (Presidenta de la Asociación Olímpica Británica)[19]

## Cobertura Televisiva
Alrededor de 3.700 millones de telespectadores provenientes de 220 países y territorios vieron la ceremonia por televisión. La audiencia asiática fue duplicada en comparación a la ceremonia de apertura de Atlanta 1996
Emisora Anfitriona
- : Sydney Olympic Broadcasting Organisation (SOBO) – Director: Sandy Hollway[71]

Uniones de radiodifusión
- Unión de Organismos Nacionales de Televisión y Radio de África (URTNA)[71]
- Unión de Radiodifusión del Asia-Pacífico (ABU)[71]
- Unión Caribeña de Radiodifusión (CBU/CMC)[71]

- Unión Europea de Radiodifusión (EBU/UER)[71]
  -  – ARD/ZDF[71]
  -  – Televisión Española[71]
  -  – France Télévisions[71]
  -  – RAI[71]
  -  – La BBC y la BBC Radio 5 Live tuvieron a su cargo la cobertura de la ceremonia desde las 9:00 (BST). BBC One mostró la ceremonia hasta las 13:00 (BST), a lo que BBC Two tuvo que seguir con la cobertura debido a que se superó el tiempo de emisión programado. Los presentadores fueron Steve Rider y Sue Barker, mientras que Barry Davies fue el encargado de los comentarios durante la ceremonia.[72]4 millones de telespectadores miraron la ceremonia, lo que representó un total del 53% de la audiencia en el Reino Unido.[73]
- Unión de Radiodifusión de los Estados Árabes (ASBU)[71]
- Organización de Television Iberoamericana (OTI)[71]
  -  – TV Globo[71]
  -  – Televisión Nacional de Chile y Canal 13 fueron los encargados de transmitir la ceremonia al territorio nacional chileno[71][74]
  -  – Televisa y TV Azteca[71]

Consorcios mediáticos
- – Chinese Taipei Sydney Pool[71]
- – Japan Consortium[71]
  - NHK
  - Fuji TV
  - Nippon TV
  - TBS
  - TV Asahi
  - TV Tokyo
- – Korea Pool[71]
  - KBS

Cadenas de televisión
- – Seven Network fue la principal encargada de la emisión en directo de la ceremonia de apertura en Australia, la cual comenzó a las 18:30 (AEDT), mostrando la segunda media hora del preludio en directo desde el estadio.[19] Entre los presentadores y comentaristas se encontraban Bruce McAvaney, Gary Wilkinson y Sandy Roberts. La narración y los comentarios del segmento «Awakening»(Despertar), estuvieron a cargo del actor y presentador de televisión wajarri Ernie Dingo.[52] Hubo una breve pausa publicitaria durante el segmento de la «Olympic Band». AC Nielsen informó que hubo un peak de audiencia estimado en 10,4 millones de telespectadores, esto sin contar a los espectadores de las pantallas gigantes[71][75]

- – Australian Broadcasting Corporation[71]
- – Corporación Canadiense de Radiodifusión[71]
- – Television New Zealand experimentó un problema técnico con su señal por satélite durante los segmentos «Prelude»(Preludio) y «Welcome» (Bienvenida), por lo que su audiencia no pudo ver la cuenta atrás en directo. Además, los 1,3 millones de telespectadores terminaron viendo la ceremonia en diferido, con el objetivo de permitir cortes publicitarios. Esto significó que el encendido del pebetero fuese emitido 40 minutos después de haber tenido lugar en el estadio olímpico.[71][76]
- – People's Television Network[71]
- – La NBC retrasó la emisión de las ceremonias para que fuesen mostradas en diferido durante el horario de máxima audiencia en Estados Unidos, ya que la transmisión en directo se emitiría durante la madrugada. AC Nielsen informó que hubo un peak de audiencia de más de 27,2 millones de telespectadores.[71][77]